# Spanischer Erbfolgekrieg
Carpi – Chiari – Cremona – Kaiserswerth – Luzzara   – Santa Marta – Cádiz – Friedlingen – Vigo – Schmidmühlen – Bonn – Krottensee – Ekeren – Höchstädt – Speyerbach – Schellenberg – Gibraltar – Höchstädt – Vélez-Málaga – Marbella – Cassano – Barcelona – Sendlinger Mordweihnacht – Aidenbach – Calcinato – Ramillies – Turin – Castiglione – Santa Cruz de Tenerife – Almansa – Kap Béveziers – Toulon – Lizard Point – Lille – Oudenaarde – Gent – Malplaquet – Mons – Almenar – Saragossa – Syrakus – Villaviciosa – Rio de Janeiro – Denain – Barcelona
Devolutionskrieg – Holländischer Krieg – Reunionskrieg – Pfälzischer Erbfolgekrieg – Spanischer Erbfolgekrieg
Der Spanische Erbfolgekrieg war ein zwischen 1701 und 1714 ausgetragener dynastischer Erbfolgekrieg zwischen den Herrscherhäusern Habsburg und Bourbon um die Nachfolge Karls II., des letzten Habsburgers auf dem spanischen Thron, und um das Mächtegleichgewicht in Europa.
Im Kampf um die Herrschaft über Spanien, dessen europäische Nebenländer und sein ausgedehntes Kolonialreich standen sich das Frankreich Ludwigs XIV. und die Alliierten der Haager Großen Allianz gegenüber. In dieser hatten sich die Habsburgermonarchie und das Heilige Römische Reich mit dem Königreich England, den Vereinigten Niederlanden, Preußen und weiteren Mächten verbündet.
Das Aussterben der spanischen Linie des Hauses Habsburg war seit den 1690er Jahren absehbar. Als Erben des kinderlosen Karl II. kamen am Ende nur zwei Nachkommen seines Vaters, König Philipps IV. von Spanien, in weiblicher Linie infrage: der französische Prinz Philipp von Anjou, Enkel König Ludwigs XIV., oder der österreichische Erzherzog Karl, Sohn Kaiser Leopolds I. Um einen Krieg um das Erbe zu vermeiden, schlossen die europäischen Mächte 1698 und 1699 zwei Teilungsverträge ab. In Madrid setzte sich jedoch eine starke Hofpartei dafür ein, den von Spanien beherrschten Länderkomplex möglichst ungeteilt zu erhalten. Dazu gehörten die Königreiche Neapel, Sizilien und Sardinien, das Herzogtum Mailand, die Spanischen Niederlande und die ausgedehnten überseeischen Besitzungen des Spanischen Kolonialreichs in Amerika, Afrika und Asien. Unterstützt vom französischen Gesandten gelang es den Granden, Karl II. dazu zu bewegen, Philipp von Anjou testamentarisch als Alleinerben einzusetzen. Bald darauf, am Allerheiligentag des Jahres 1700, starb der König.
Als der Inhalt seines Testaments am französischen Hof bekannt wurde, entschied Ludwig XIV., sich nicht an den jüngsten Teilungsvertrag zu halten, sondern die spanische Krone im Namen seines Enkels anzunehmen. Dies wiederum veranlasste Leopold I., im Frühjahr 1701 militärisch gegen das spanische Mailand vorzugehen. Im Spätsommer traten die Seemächte England und die Niederlande der erneuerten Allianz gegen Frankreich bei. Der Krieg endete erst nach über zehn Jahren durch den Frieden von Utrecht von 1713 und den Rastatter Frieden von 1714. Frankreich gelang es zwar, Philipps Anrecht auf den spanischen Thron durchzusetzen, aber das Ergebnis des Konflikts war schließlich doch die Teilung und der endgültige Niedergang der spanischen Monarchie sowie die Eindämmung des französischen Hegemoniestrebens. Österreich stieg dagegen zur europäischen Großmacht und Großbritannien zu einer führenden Seemacht auf. Bis heute nachwirkende Folgen des Kriegs sind das Königtum der spanischen Bourbonen und der britische Besitz Gibraltars.
Der Spanische Erbfolgekrieg war ein letzter Kulminationspunkt des 250 Jahre währenden habsburgisch-französischen Gegensatzes. Die Kämpfe in Europa fanden vor allem in Spanien, den Niederlanden, im Rheinland, in Bayern und in Oberitalien statt. Mit dem Queen Anne’s War von 1702 bis 1713, dem zweiten der vier „Franzosen- und Indianerkriege“, in denen Frankreich und Großbritannien um die Vorherrschaft in Nordamerika fochten, reichten die Auseinandersetzungen jedoch weit über den alten Kontinent hinaus. Wegen seiner Dauer und seiner Ausdehnung gilt der Konflikt vielen Historikern nicht als begrenzter Kabinettskrieg des 18., sondern vielmehr als ein Vorläufer der Weltkriege des 20. Jahrhunderts.

## Vorgeschichte

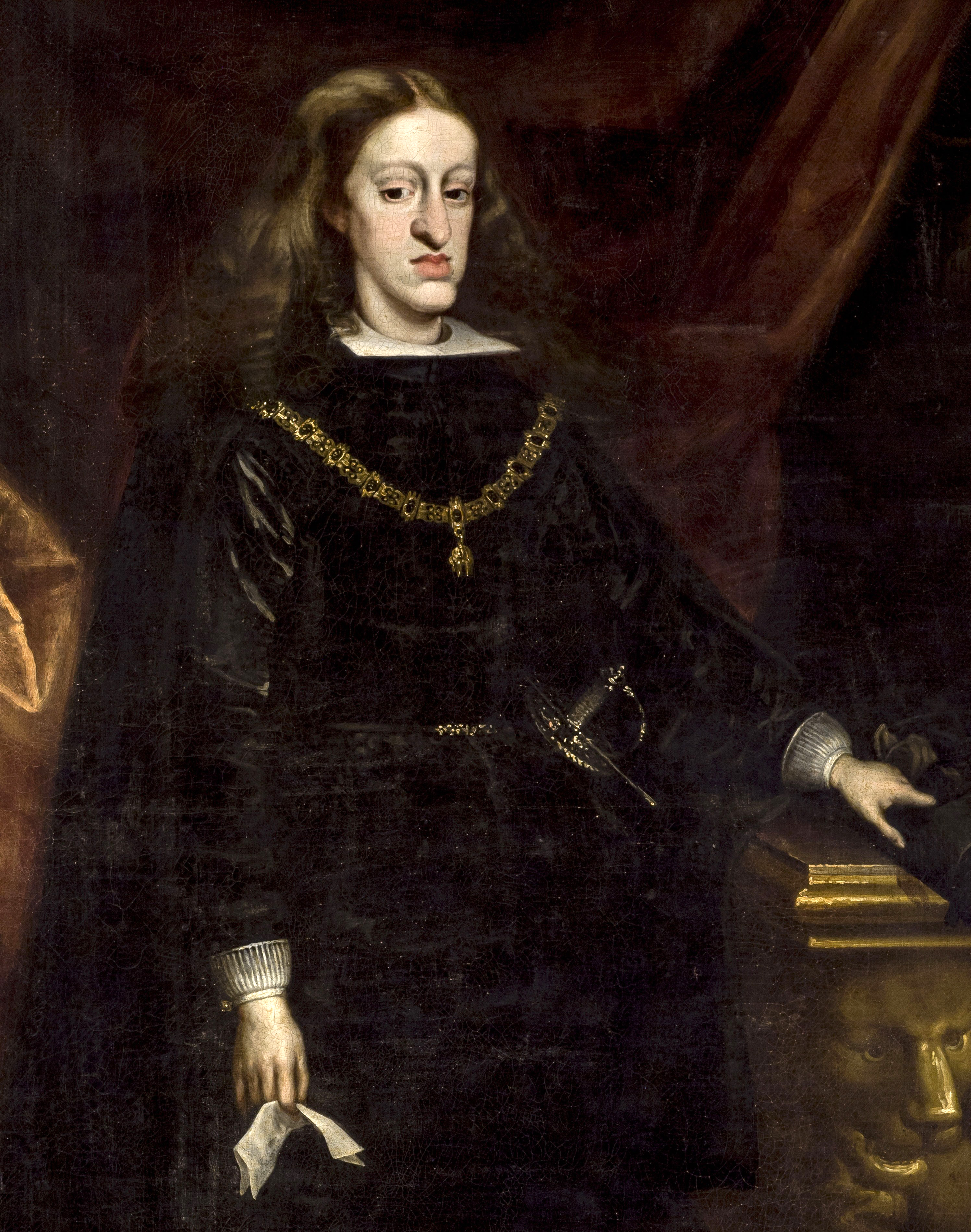
Karl II. von Spanien

Europa im Jahr 1701. Die Grenze des Heiligen Römischen Reichs ist gestrichelt dargestellt. Zu den spanischen Besitzungen außerhalb der Iberischen Halbinsel gehörten die Spanischen Niederlande, das Herzogtum Mailand sowie die Königreiche Neapel, Sizilien und Sardinien

### Künftige Thronfolge in Spanien

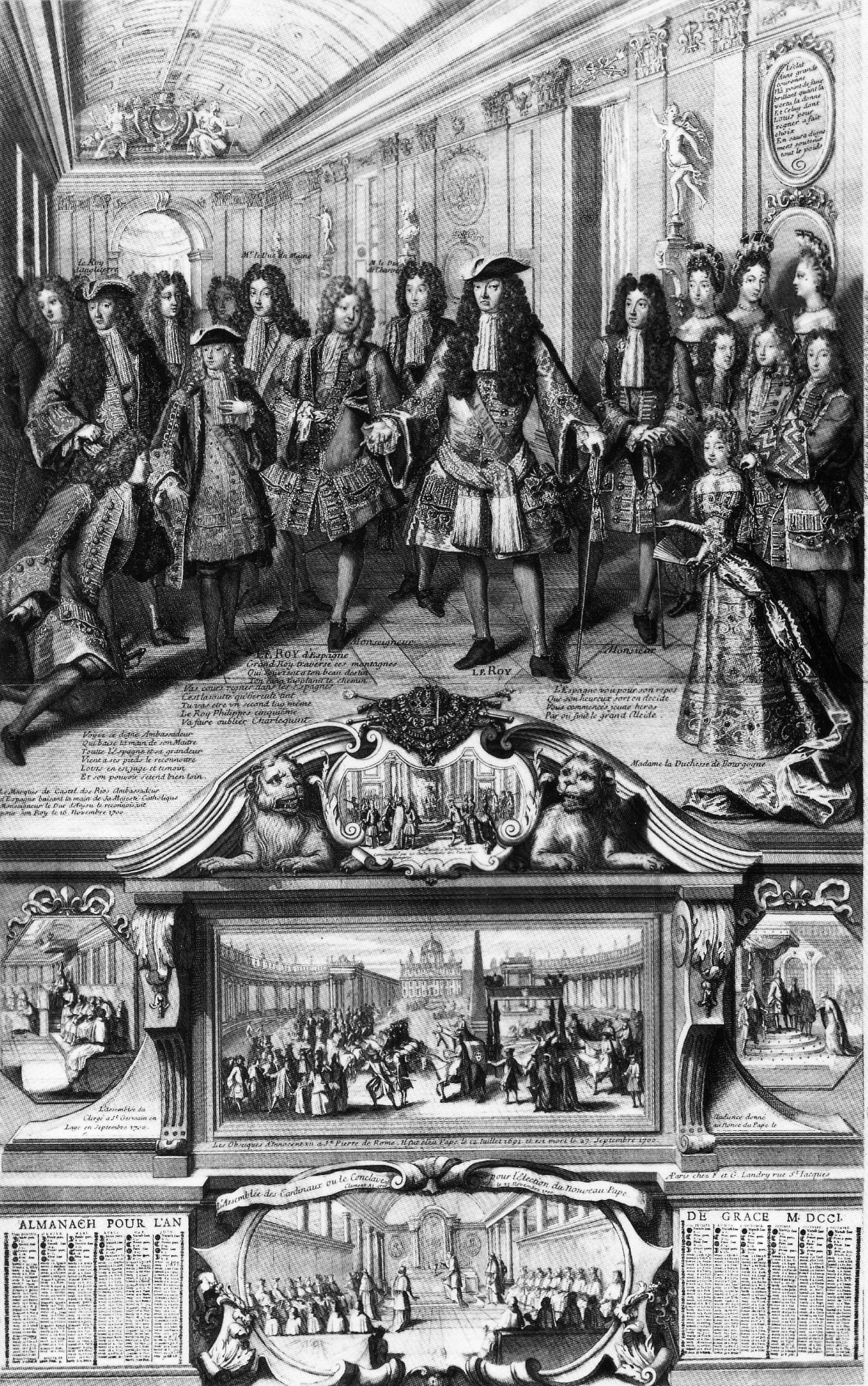
Ludwig XIV. erklärt seinen Enkel Philipp von Anjou in Versailles zum neuen König von Spanien

In der zweiten Hälfte des 17. Jahrhunderts wurde die künftige spanische Thronfolge zum Gegenstand allgemeiner Aufmerksamkeit der europäischen Diplomatie. König Karl II. war kinderlos. Nach seinem Tod wäre die spanische Linie des Hauses Habsburg erloschen. Drei mögliche Thronanwärter kamen in Frage:
Philipp von Anjou, Erzherzog Karl und Kurprinz Joseph Ferdinand von Bayern.
Für Philipp von Anjou machte sich dessen Großvater, der französische König Ludwig XIV., stark. Philipps Urgroßmutter, die spanische Infantin Anna von Österreich, war eine Tochter des früheren spanischen Königs Philipps III. (gestorben 1621, Großvater von Karl II.). Ferner hatte Philipp Maria Teresa von Spanien (gestorben 1683) zur Großmutter. Sie stammte aus dem Haus Habsburg und war seit 1660 Gemahlin des französischen Königs Ludwig XIV. Sie war die älteste Tochter von Philipp IV. (gestorben 1665, Vater von Karl II.), und ihre männlichen Nachkommen (u. a. Philipp) hatten legitime Ansprüche auf die spanische Krone.
Die Gegner Philipps von Anjou fürchteten ein Übergewicht Frankreichs durch die Vereinigung der gewaltigen Ressourcen Spaniens und Frankreichs. Sie wiesen diesen Erbanspruch mit der Begründung ab, dass Maria Teresa von Spanien bei ihrer Heirat mit Ludwig XIV. auf ihr Erbe verzichtet habe. König Ludwig XIV. ließ diesen Erbverzicht allerdings für ungültig erklären: Im Heiratsvertrag (1659) war vereinbart worden, dass Spanien für den Erbverzicht 500.000 Gold-Ecu zahlen werde. Diese Zahlung war aber nie erfolgt.
Erzherzog Karl war der zweite Sohn des römisch-deutschen Kaisers Leopold I., des Oberhauptes der österreichischen Habsburger. Leopold hatte bestimmt, dass der erste Sohn (Joseph I.) ihn in Österreich beerben und auch zum römisch-deutschen Kaiser gewählt werden sollte. Der zweite Sohn Karl sollte das spanische Erbe der Habsburger antreten. Zugunsten Karls wurden mehrere Argumente ins Feld geführt:
- Allgemein sei das Haus Habsburg eine Nebenlinie der spanischen Monarchie.

- Karls Vater Leopold war ebenfalls ein Enkel Philipps III. von Spanien, wie Ludwig XIV. von Frankreich.
- Karls Vater Leopold war außerdem auch der Gemahl der Margarita Teresa. Sie war die jüngere Tochter des einstigen spanischen Königs Philipps IV. und hatte, anders als ihre Halbschwester Maria Teresa, bei ihrer Heirat nicht auf ihr Erbe verzichtet.

Doch auch für den Fall, dass Erzherzog Karl der Erbe in Spanien würde, befürchteten Gegner eine zu große Machtzusammenballung. Alle habsburgischen Lande würden wieder in einem Haus zusammenkommen, wie in der Zeit Karls V. Außerdem hätte der ältere Bruder Joseph I. sterben können, so dass sowohl das österreichische als auch das spanische Erbe in Karls Händen gewesen wäre. (Es war nicht vorhersehbar, dass Joseph überraschend früh tatsächlich schon im Jahr 1711 sterben würde.)
Neben Frankreich und Österreich war England eine bedeutende Macht der Zeit (bereits in Personalunion mit Schottland, ab 1707 real vereinigt). König Wilhelm III. von Oranien war außerdem Statthalter der Sieben vereinigten Provinzen (nördliche Niederlande); dies war eine militärische und auch politisch einflussreiche Position. England und die Niederlande wollten verhindern, dass Spanien samt Kolonien an Frankreich oder Österreich fiel. Darum drängten sie den kranken König Karl II., einen dritten Kandidaten zum Erben einzusetzen: Kurprinz Joseph Ferdinand von Bayern. Er war der Sohn des Kurfürsten Maximilian II. Emanuel von Bayern und dessen erster Ehefrau, Maria Antonia. Sie war nicht nur Tochter Kaiser Leopolds I., sondern auch dessen erster Gemahlin, der Infantin Margarita Teresa von Spanien. Das machte Joseph Ferdinand zum Urenkel Philipps IV. von Spanien.
Außerdem dachten England und die Niederlande sich einen umfangreichen Teilungsplan für die spanischen Besitzungen in den südlichen Niederlanden und Italien aus. Auf diese Weise sollten Frankreich und Österreich entschädigt werden. Allerdings starb Joseph Ferdinand schon am 6. Februar 1699 (also ein Jahr vor König Karl II.).
Nach diesem plötzlichen Tode schlossen Wilhelm III. und der französische König Ludwig XIV. am 25. März 1700 einen neuen Teilungsvertrag. Danach sollte Erzherzog Karl die spanische Krone erhalten. Philipp von Anjou, der Enkel Ludwigs, würde Neapel, Sizilien, Guipuzcoa und Mailand bekommen. Dies war für Frankreich verlockend, da es schon seit den Italienkriegen des 16. Jahrhunderts die Hegemonie in Italien angestrebt hatte. Kaiser Leopold I. lehnte den Teilungsvertrag jedoch ab. Daher fühlte sich auch Ludwig XIV. nicht an ihn gebunden.

Am Hof in Madrid wirkten Gesandte für die beiden verbliebenen Kandidaten. Schließlich entschied Karl II. sich zu einem Testament (2. Oktober 1700), in dem er Philipp von Anjou zum Erben der gesamten spanischen Monarchie einsetzte. Karl II. starb bald darauf, am 1. November. 

### Kriegsbeginn in Oberitalien
Ludwig XIV. nahm das Testament nur zögerlich an, da ihm klar war, dass sowohl ein Akzeptieren als auch eine Ablehnung des Testaments unweigerlich zum Krieg führen würden. Dennoch sah der französische König keine bessere Alternative und erlaubte seinem Enkel Philipp, den spanischen Thron zu besteigen. Die Annahme des Testaments wurde offiziell am 16. November 1700 bekannt gegeben. Am 24. November 1700 wurde Philipp von Anjou in Versailles und (in Abwesenheit) auf der Plaza Mayor in Madrid zum spanischen König Philipp V. proklamiert. Am 18. Februar 1701 hielt Philipp seinen feierlichen Einzug in Madrid, im Mai 1701 huldigten ihm die Cortes Kastiliens und im Januar bzw. April 1702 folgten die Cortes Aragóns und Kataloniens. Auch der Statthalter der Spanischen Niederlande, Max Emanuel von Bayern, ließ bereits am 20. November 1700 den Herrschaftsantritt Philipps öffentlich feiern. Die Seemächte England und die Niederlande unter Wilhelm von Oranien bzw. dem Ratspensionär Heinsius zeigten sich angesichts der ausdrücklichen Zusage Ludwigs XIV., dass Frankreich und Spanien nicht miteinander vereinigt werden würden, nicht abgeneigt, das fait accompli anzuerkennen. Im Januar und Februar 1701 erfolgte die Anerkennung Philipp V. als König von Spanien durch England bzw. die Niederlande.
Am Kaiserhof in Wien war man dagegen entschlossen, das Testament nicht uneingeschränkt anzuerkennen. Die Verhandlungen mit dem französischen Gesandten de Villars wurden zwar nicht abgebrochen, jedoch wurde der Diplomat Johann Wenzel Wratislaw nach London entsandt, um Wilhelm von Oranien für eine erneute Große Allianz zu gewinnen. Prinz Eugen von Savoyen wurde zum Oberbefehlshaber ernannt und die Rüstungsanstrengungen wurden verstärkt. Die kaiserlichen Bemühungen zielten zunächst auf den Gewinn des Herzogtums Mailand. Nach Wiener Interpretation war dieses als Reichsmannlehen nach dem Tod Karls zurück an das Reich gefallen. Ein Versuch des kaiserlichen Kommissars Graf Castelbarco, das Herzogtum für Leopold I. in Besitz zu nehmen, scheiterte am 11. Dezember 1700 am Widerstand des spanischen Statthalters de Vaudémont und des Mailänder Senats. Philipp V. erkannte die Reichslehnshoheit an und ersuchte formal um Belehnung mit den oberitalienischen spanischen Besitzungen, was aber am 17. März 1701 durch den Reichshofrat zurückgewiesen wurde. Am 11. Mai 1701 erklärte ein kaiserliches Edikt den Heimfall aller oberitalienischen Lehen. Im Februar 1701 entsandte Ludwig XIV. Truppen nach Oberitalien und im Frühjahr überschritt eine Armee unter dem Kommando des Prinzen Eugen die Alpen in Richtung Mailand. Damit war der Krieg in Oberitalien de facto ausgebrochen.

### Bildung der Haager Allianz und Kriegseintritt der Seemächte
Am 1. Februar 1701 ließ Ludwig XIV. die Erbfolgeansprüche Philipp V. und seiner männlichen Nachkommen auf den französischen Thron feierlich durch das Pariser Parlament bestätigen. Damit brach er die wichtige Zusage, dass Spanien und Frankreich nicht unter einer Krone vereinigt werden sollten und verstieß zugleich gegen das Testament Karls II. Zu diesem Zeitpunkt stand Philipp V. auf Platz 3 in der französischen Thronfolge. In der Nacht vom 5. zum 6. Februar 1701 besetzten französische Truppen in einer überraschenden Aktion acht Barrierefestungen in den Spanischen Niederlanden. Die Aktion wurde mit der fehlenden Anerkennung Philipps V. durch die Niederlande begründet. Im Laufe des Jahres 1701 übertrug die neue spanische Regierung mehrere wichtige Handelsprivilegien in Spanien und den spanischen Kolonien (u. a. den Handel mit afrikanischen Sklaven) an französische Gesellschaften – zum Nachteil der Seemächte. Dies führte in der Summe im Sommer 1701 zu einem Scheitern der Ausgleichsverhandlungen, die seit März zwischen Frankreich und den Niederlanden in Den Haag geführt worden waren. Am 7. September 1701 kam es zum Abschluss eines Großen Allianzvertrags zwischen dem Kaiser, den Niederlanden und England, der Haager Großen Allianz. Die englische Seite wurde zusätzlich dadurch beunruhigt, dass Ludwig XIV. nach dem Tod des im französischen Exil lebenden katholischen Stuart-Königs Jakobs II. im September 1701 dessen Sohn James Francis Edward Stuart (the old pretender) als legitimen König Englands anerkannte, während in England gleichzeitig William, der einzige Sohn der Königin Anne und der letzte männliche Vertreter der protestantischen Linie des Hauses Stuart, verstarb.

### Situation im Heiligen Römischen Reich
Nach den vielen Kriegen in den vorangegangenen Jahrzehnten (Niederländischer Krieg 1672–1679, Pfälzischer Erbfolgekrieg 1688–1697, Großer Türkenkrieg 1683–1699), an denen das Reich teilgenommen hatte, bestand eine gewisse Kriegsmüdigkeit und zunächst wenig Motivation, in einen Krieg einzutreten, der überwiegend als dynastischer Krieg des Hauses Habsburg wahrgenommen wurde. Die französische Politik bemühte sich, dies nach Kräften für die eigenen Zwecke auszunutzen und der französische Gesandte beim Reichstag in Regensburg, Louis Rousseau de Chamoy, wurde nicht müde, ständig die Friedensliebe Ludwigs XIV. zu betonen. Allerdings hatte sich auch aufgrund der ständigen französischen Eroberungskriege ein gewisser Reichspatriotismus und ein Misstrauen und Sicherheitsbedürfnis gegenüber Frankreich ausgebildet, das der kaiserlichen Politik in die Hände spielte.
Der größte Erfolg der französischen Diplomatie war der Gewinn von Herzog Max Emmanuel von Bayern und dessen Bruder, Erzbischof Joseph Clemens von Köln, als Verbündete. Der Erzbischof schloss im Februar 1701 und der Herzog im März 1701 ein Defensivbündnis mit Frankreich. Ein weiterer Verbündeter Frankreichs wurde Herzog Anton-Ulrich von Braunschweig-Wolfenbüttel, der sich politisch durch die zuvor erfolgte Erhebung der jüngeren Welfenlinie, des Hauses Hannover, in den Kurfürstenstand zurückgesetzt fühlte. Der vierte französische Parteigänger im Reich wurde Herzog Friedrich II. von Sachsen-Gotha-Altenburg, der vor allem mit französischen Subsidienversprechen gewonnen wurde.
Auch die kaiserliche Politik bemühte sich im Reich frühzeitig um Alliierte. Am 15. November 1700 wurde mit dem Kurfürsten Friedrich III. von Brandenburg der sogenannte preußische Kontrakt geschlossen, in dem sich der Kaiser verpflichtete, die von Friedrich beabsichtigte Erhebung des Herzogtums Preußen zum Königreich anzuerkennen. Im Gegenzug verpflichtete sich Friedrich, gegen Subsidienzahlungen von 100.000 Reichstalern jährlich 8000 Mann Truppen zu stellen, die auch außerhalb des Reiches eingesetzt werden durften, und auf ausstehende frühere Forderungen zu verzichten. Wesentlich unter dem Einfluss des Erzbischofs von Mainz und Bischofs von Bamberg, Lothar Franz von Schönborn – kraft Amtes Erzkanzler des Reichs – , schlossen sich am 6./20. März 1702 in der Nördlinger Assoziation der Schwäbische, Fränkische, Kurrheinische, Oberrheinische und Niederrheinisch-Westfälische Kreis mit dem Österreichischen Reichskreis, also faktisch dem Kaiser, zusammen, die am 24. März 1702 ihren Anschluss an die Haager Allianz erklärte. Einzig der Bayerische Reichskreis hielt sich fern. Am 5. Oktober 1702 erfolgte nach Beratungen des Regensburger Reichstages und auf Basis eines Rechtsgutachtens die offizielle Kriegserklärung des Reiches an Frankreich.

## Verlauf
Die hauptsächlichen Kriegshandlungen fanden teilweise gleichzeitig im Süden des Heiligen Römischen Reichs, in Flandern und Brabant, in Oberitalien und Spanien statt. Der Spanische Erbfolgekrieg war auch eine der ersten Auseinandersetzungen mit Auswirkungen auf die Kolonialgebiete der jeweiligen Mächte. Insbesondere der Krieg in Nordamerika, dort auch als Queen Anne’s War bezeichnet, wurde in Form eines Stellvertreterkrieges durch die jeweiligen indianischen Hilfstruppen Englands bzw. Frankreichs geführt. Eine wirklich koordinierte globale Auseinandersetzung wurde erst mit dem Krieg um die Österreichische Erbfolge von 1740 bis 1748 und dem Siebenjährigen Krieg von 1756 bis 1763 erreicht.

### 1701

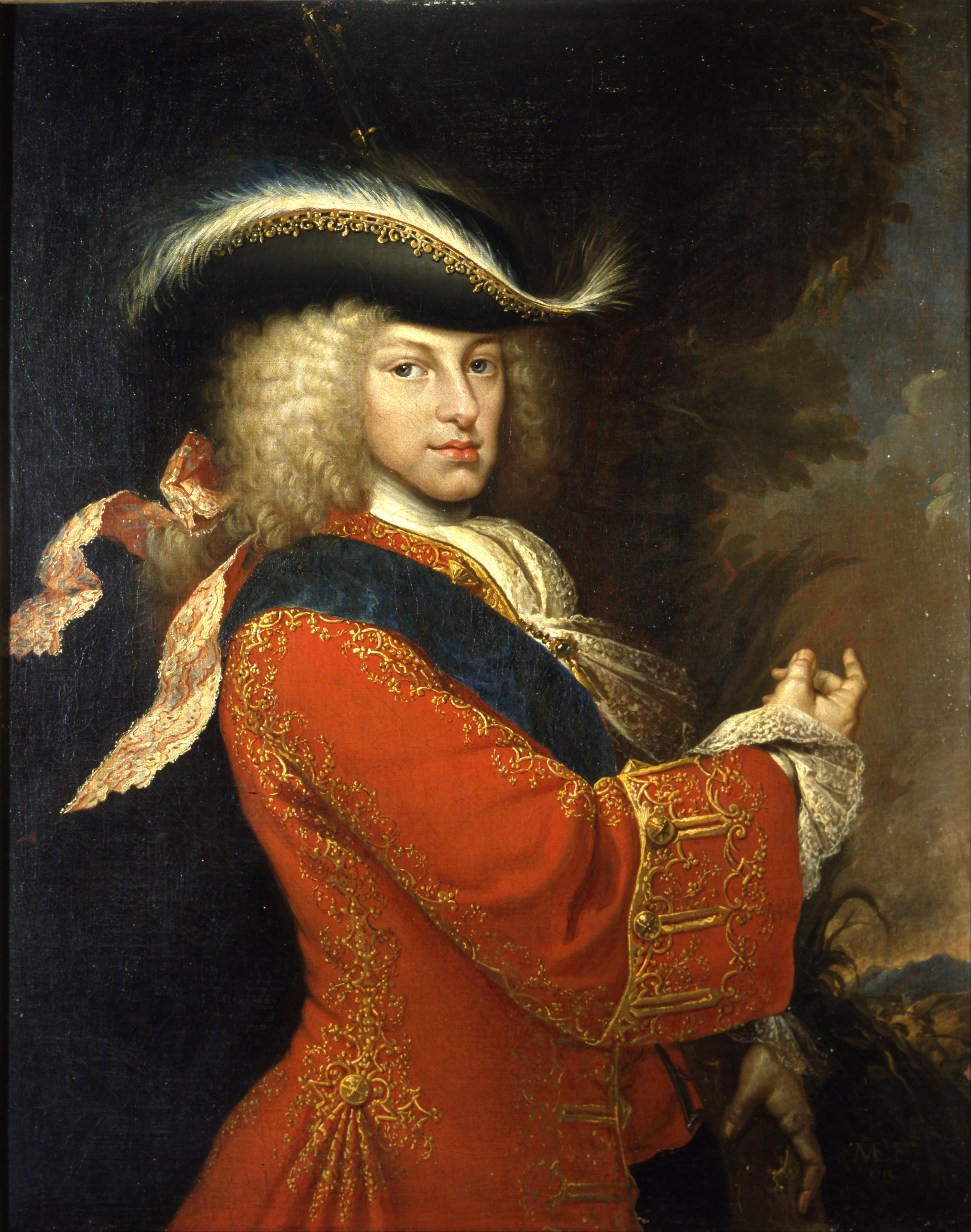
Philipp V. von Anjou in Hoftracht

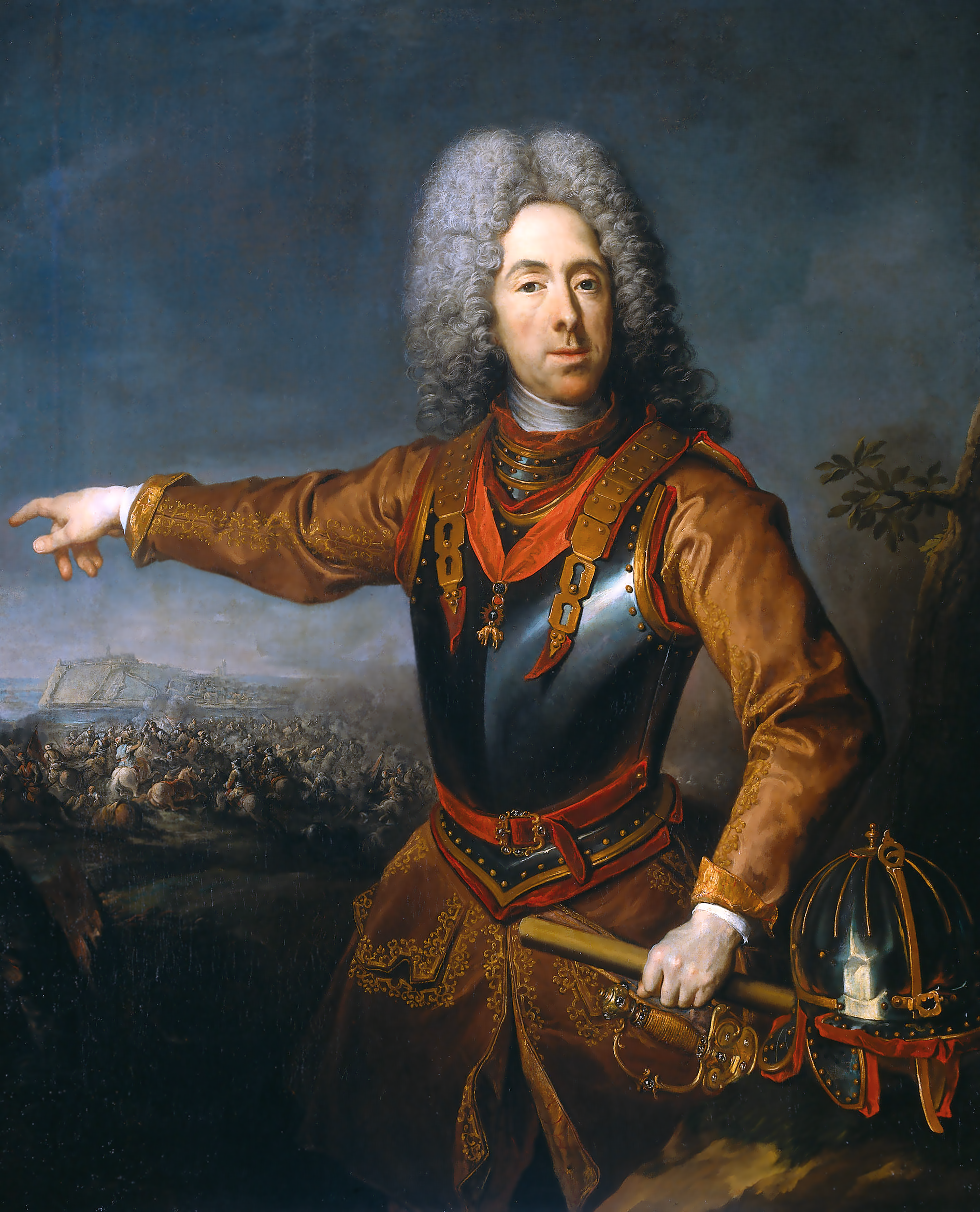
Jacob van Schuppen: Prinz Eugen von Savoyen, Öl auf Leinwand, 1718. Das Bild hängt als Dauerleihgabe des Rijksmuseum Amsterdam im Wiener Belvedere.

Philipp V. zog im Februar 1701 als neuer spanischer König in Madrid ein und war dadurch auch Souverän für das Herzogtum Mailand. Mehrere italienische Fürsten, wie Viktor Amadeus II. von Savoyen und Carlo IV. Gonzaga, der Herzog von Mantua, verbündeten sich mit den Bourbonen; französische Truppen besetzten fast ganz Norditalien bis zum Gardasee. Der kaiserliche Feldherr Prinz Eugen von Savoyen begann den Krieg ohne Kriegserklärung. Eugen schlug den französischen Marschall Catinat am 9. Juli in der Schlacht bei Carpi und am 1. September den an Catinats Stelle getretenen unfähigen Marschall Villeroi in der Schlacht bei Chiari. In der Nacht vom 12. auf den 13. November gingen die Franzosen über den Oglio zurück. Am 19. November begannen die Kaiserlichen mit der Verfolgung. Eugen wollte auf das Herzogtum Mantua einrücken, wo er für seine Truppen Winterquartiere einnehmen wollte. Am 1. Dezember begann er die Bestürmung von Caneto, welche nach drei Tagen zur Übergabe führte. Eugens Ziel, Mailand einzunehmen, erreichte er wegen Schwierigkeiten mit dem Nachschub nicht.

### 1702

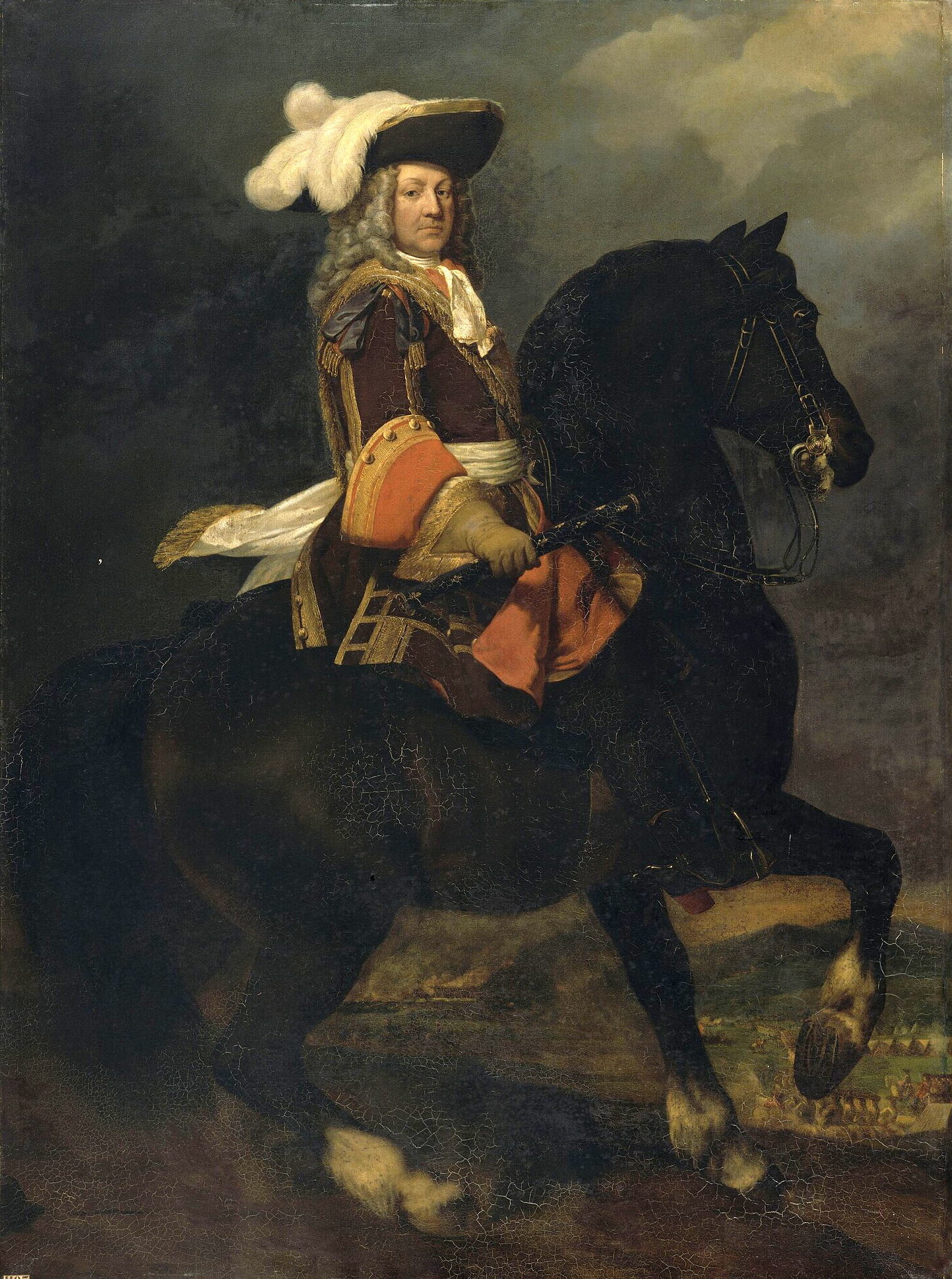
Louis-Joseph de Bourbon, Herzog von Vendôme

Italien – Schon im Winter 1702 eröffnete Prinz Eugen die Kampfhandlungen des Jahres, was für diese Epoche sehr ungewöhnlich war. Er überfiel am 1. Februar die französischen Winterquartiere in Cremona, wobei er Marschall Villeroi gefangen nehmen konnte. An dessen Stelle trat der tatkräftigere französische Marschall Vendôme. Ihm gelang es, mit überlegenen Kräften von 50.000 Franzosen gegen 35.000 Kaiserliche die Armee des Prinzen Eugen zurückzudrängen. In der Schlacht bei Luzzara am 15. August versuchten die Kaiserlichen, die Initiative zurückzugewinnen, doch der Kampf endete unentschieden und schon Anfang Oktober rückten beide Heere in die Winterquartiere.
Spanische Niederlande/Republik der Sieben Vereinigten Provinzen („Generalstaaten“) – In den Generalstaaten sammelte die anti-bourbonische Allianz unter dem englischen Feldherrn John Churchill eine Armee von ca. 110.000 Mann. Mit dieser Streitmacht drängte Marlborough die französischen Kräfte unter dem Marschall Boufflers zurück und nahm einige Festungen an der Maas ein. Zuvor hatte Kurfürst Maximilian II. Emmanuel von Bayern, der seit einigen Jahren Statthalter der spanischen Niederlande war, der französischen Armee alle Festungen geöffnet und sich dann in sein Kurfürstentum begeben.
Deutschland – Im Reich gingen die Kaiserlichen zunächst gegen die Fürsten vor, die sich auf die Seite Ludwigs XIV. gestellt hatten. Dies waren das Kurfürstentum Köln und Braunschweig-Wolfenbüttel. Alle diese Fürstentümer wurden besetzt. U. a. kam es in der Zeit vom 18. April bis zum 15. Juni zur Belagerung des kurkölnischen Kaiserswerth, in deren Verlauf die Stadt fast völlig zerstört wurde. Mit dem Überfall auf Ulm am 9. September eröffnete der hochgerüstete, ebenfalls im Bund mit Frankreich stehende Kurfürst Maximilian II. Emanuel den Krieg in Süddeutschland, in der Hoffnung, doch eine von den europäischen Mächten anerkannte Königskrone zu erringen (Bayerische Diversion im Spanischen Erbfolgekrieg 1700–1714). Für die Kaiserlichen ging es nun darum, die Vereinigung der Franzosen mit den Bayern zu verhindern. Zu diesem Zweck wurde am Oberrhein als Folge einer Kreisassoziation eine Armee unter Markgraf Ludwig Wilhelm von Baden-Baden aufgestellt, die sich der französischen Armee des Marschall Villars entgegenstellte. Der Markgraf eroberte am 9. September die Festung Landau. Am 14. Oktober trafen sich die Heere in der unentschiedenen Schlacht bei Friedlingen oder Schlacht am Käferholz. Nach dieser wich das französische Heer wieder hinter den Rhein zurück, womit eine Vereinigung mit den Bayern vorerst verhindert worden war. Weiter nördlich besetzte Marschall Tallard hingegen erneut das gesamte Herzogtum Lothringen und die Stadt Trier. Maximilian von Bayern behielt seine Neutralität vorerst noch bei und verhandelte mit dem Kaiser.
Iberische Halbinsel – Die englische und die niederländische Flotte versuchten erfolglos, Cádiz von den Spaniern zu erobern. Daraufhin operierte Admiral Rooke gegen die spanische Silberflotte aus Südamerika. In der Schlacht in der Vigo-Bucht schlug er am 23. September die spanische Flotte, nahm die Küstenforts ein und erbeutete einen Teil des Silbers.

### 1703

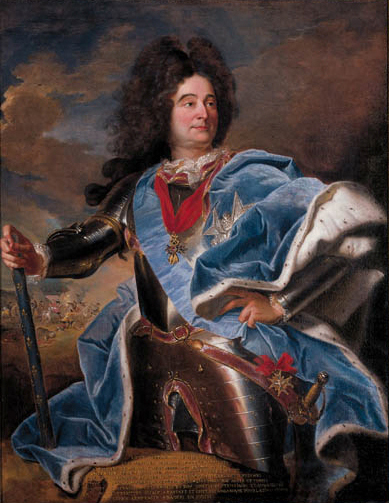
Marschall Claude Louis Hector de Villars

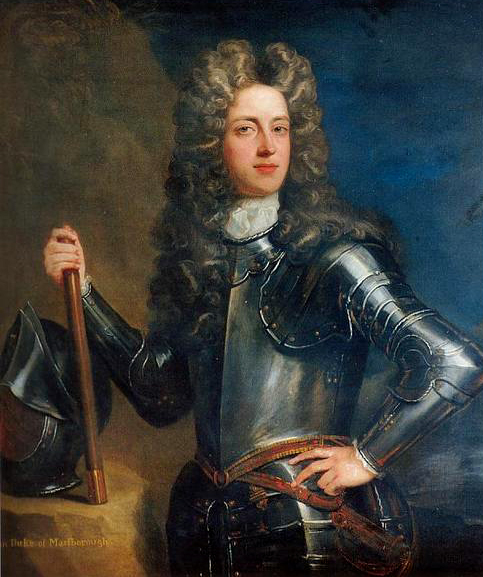
John Churchill, 1. Duke of Marlborough

Spanische Niederlande/Generalstaaten – Unter den Verbündeten kam es zu Uneinigkeit über die Kriegführung, was dazu führte, dass die Operationen in diesem Jahr eher träge wirkten. Der Duke of Marlborough eroberte die kurkölnische Festung Bonn, die im Bistum Lüttich gelegene Festung Huy und Limburg, während eine holländische Armee die Grenze gegen die Franzosen sicherte. Am 30. Juni erlitten sie dabei in der Schlacht von Ekeren eine verlustreiche Niederlage gegen die französischen Truppen Marschall Boufflers. Dieser französische Sieg war nicht bedeutend.
Deutschland – Kurfürst Max Emanuel von Bayern trat offen auf die Seite der Bourbonen über. Die österreichischen Absichten waren darauf ausgerichtet, Bayern zu besiegen, bevor es französische Hilfe erhielt. Die Bayern konnten im Frühjahr zwei Vorstöße zurückwerfen. Gleichzeitig ging die französische Armee Marschall Villars wieder über den Rhein – ein erster Versuch im Februar war gescheitert – und griff den Markgrafen von Baden in der Bühl-Stollhofener Linie an. Obwohl diese Angriffe erfolglos blieben, marschierte Marschall Villars ohne Rücksicht auf seine rückwärtigen Verbindungen nach Bayern, wo er sich Ende Mai mit Kurfürst Max Emanuel vereinigte. Beide Feldherren warteten nun Verstärkungen aus Frankreich ab, während die Österreicher ebenfalls ihre Kräfte zusammenzogen. Am 4. März 1703 kam es bei Mallerstetten an der Kurbayerischen Defensionslinie zur ersten kurbayerischen Feldschlacht im Spanischen Erbfolgekrieg.
Mit 12.000 Soldaten versuchte der Kurfürst von Bayern einen Vorstoß nach Tirol, um den Franzosen unter Vendôme entgegenzugehen. Gemeinsam wollte man dann auf Wien marschieren. Der Widerstand der dortigen Landbevölkerung, der sogenannte „Bayrische Rummel“, vereitelte diesen Plan. Zur gleichen Zeit konnte Marschall Villars am 20. September in der Ersten Schlacht von Höchstädt ein österreichisches Korps schlagen. Der Markgraf von Baden zog sich mit seinem Heer in den Schwarzwald zurück. Marschall Villars konnte sich nicht mit dem Kurfürsten von Bayern über strategische Fragen einigen und bat um seine Entlassung. Er wurde durch Marschall Marsin ersetzt. Am Rhein operierte unterdessen eine weitere französische Armee von ca. 14.000 Mann unter Marschall Tallard. Dieser eroberte Breisach am 7. September sowie, nach der siegreichen Schlacht am Speyerbach am 15. November, Landau in der Pfalz.
Italien – Prinz Eugen von Savoyen war aus Italien abberufen worden, um als Präsident des Hofkriegsrates die Gesamtoperationen zu koordinieren. Er wurde durch Generalfeldzeugmeister Guido von Starhemberg ersetzt. Dieser sollte versuchen, der bourbonischen Übermacht in Italien standzuhalten. Begünstigt wurde dies dadurch, dass der Herzog von Savoyen auf die Seite des Kaisers übertrat, wodurch sich der Krieg auf dessen Herzogtum konzentrierte. Der französische Marschall Vendôme versuchte, über Tirol eine Vereinigung mit den Bayern zu erreichen, doch dieser Vorstoß konnte von Starhemberg verhindert werden. Diesem gelang es hingegen, sich mit den Truppen des Herzogs von Savoyen zu vereinigen.
Ungarn – In Ungarn kam es zu einem Aufstand unter Franz II. Rákóczi, dem sich auch viele ungarische Offiziere aus der habsburgischen Armee anschlossen. Schon bald weitete sich dieser Aufstand gegen die habsburgische Herrschaft so weit aus, dass Prinz Eugen von Savoyen in Pressburg Vorbereitungen zu militärischen Operationen in Ungarn treffen musste.
Iberische Halbinsel – Am 16. Mai erklärte sich König Dom Pedro II von Portugal für die Seite der Habsburger und versprach 20.000 Soldaten sowie 200 Kriegsschiffe zu senden.
Frankreich – Im Laufe des Jahres nahm der Aufstand der protestantischen Bevölkerung in den Cevennen, einer Gebirgsregion südlich der Loire, Züge eines Bürgerkrieges an.

### 1704
Spanische Niederlande/Generalstaaten – Hendrik van Nassau-Ouwerkerk kommandierte die verbündeten Streitkräfte von rund 40.000 Mann gegen die überlegene französische Armee, ohne aus der Defensive heraustreten zu können. Mit den anderen Truppen marschierte Marlborough nach Süddeutschland, denn die Verbündeten waren zu der Überzeugung gelangt, dass die französisch-bayerischen Kräfte dort die größte Bedrohung darstellten. Ein Teil der französischen Truppen folgte unter dem Kommando des Marschalls Villeroi dem verbündeten Heer nach Süden, um dort das Gleichgewicht der Kräfte zu wahren.
Deutschland – In Süddeutschland sammelten beide Parteien ihre Kräfte. Der Duke of Marlborough vereinigte sich Ende Juni bei Ulm mit dem Markgrafen von Baden und kurz darauf mit dem österreichischen Heer unter Prinz Eugen von Savoyen. Auch die Franzosen zogen mit der Armee Tallards weitere Kräfte über den Schwarzwald heran, während Villerois Truppen die Verbindungen über den Rhein deckten. Am 15. Juli 1704 wurde Villingen massiv belagert, ohne die Stadt einnehmen zu können. Nach einer ersten Schlacht am Schellenberg kam es am 13. August zur entscheidenden Zweiten Schlacht von Höchstädt, in der die Verbündeten siegten.
Die französisch-bayerischen Truppen mussten ganz Bayern räumen und der Kriegsschauplatz wurde an den Rhein verlegt. Der Kurfürst von Bayern floh zunächst nach Brüssel, wo er als Generalstatthalter gemeinsam mit seinem ebenfalls geflohenen Bruder Joseph Clemens, dem Kurfürsten von Köln, einen Hofstaat unterhielt. Die Heere der Verbündeten trennten sich wieder. Marlborough eroberte Trier, während Ludwig von Baden die Festung Landau belagerte, welche am 26. November kapitulierte. Prinz Eugen von Savoyen deckte diese Operationen im Elsass gegen die Armee des Marschalls Villeroi.
Italien – In Italien geriet der Herzog von Savoyen weiter unter starken Druck der französischen Armeen unter Marschall Vendôme und General Feuillade. Diese gingen an die Belagerung Turins und drängten das österreichische Korps nach Mantua ab. Dieses Korps, welches inzwischen durch Philipp Ludwig von Leiningen kommandiert wurde, geriet unter zusätzlichen Druck, als ein weiteres französisches Heer unter dem Sohn des Marschalls von Vendôme aus dem bourbonischen Neapel heranrückte. Die Österreicher räumten deshalb fast ganz Italien und zogen sich nach Tirol zurück.
Ungarn – Nach dem Sieg bei Höchstädt konnten Truppen nach Ungarn verlegt werden. Diesen gelang es unter General Sigbert Heister, die ungarischen Truppen am 26. Dezember in der Schlacht bei Tyrnau (Trnava) zu schlagen. Ein kleines Kontingent österreichischer Truppen behauptete auch Siebenbürgen.

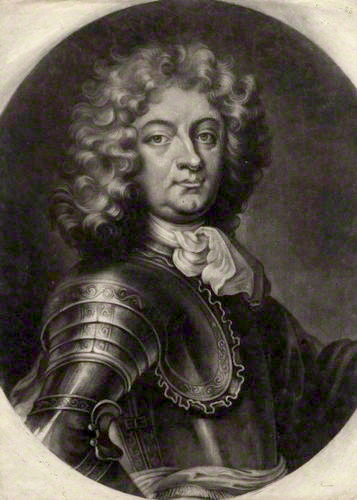
Henri de Massue de Ruvigny, Earl of Galway

Iberische Halbinsel – Spanien entwickelte sich im Laufe des Jahres zu einem neuen Kriegsschauplatz. Am 9. März landete ein englisch-holländisches Korps unter Meinhard von Schomberg in Lissabon (Schomberg wurde später durch General Henri de Massue de Ruvigny, 1. Earl of Galway ersetzt). Bei diesem Heer befand sich auch Erzherzog Karl als habsburgischer Anwärter auf den spanischen Thron. Gleichzeitig kam eine französische Armee unter dem Marschall Berwick Philipp V. von Spanien zu Hilfe (Berwick wurde im Verlauf des Jahres durch Marschall Tessé ersetzt). Zu größeren Gefechten kam es jedoch an der portugiesisch-spanischen Grenze nicht. Bei diesen Operationen kam den Verbündeten entgegen, dass sich einige spanische Provinzen, insbesondere Katalonien, der bourbonischen Regierung widersetzten. Diese befürchteten, dass von der Krone eine Zentralisierung auf Kosten der regionalen Freiheitsrechte zu erwarten sei. Daher verfügten die Kaiserlichen und Engländer schon zu Beginn der Operationen auf der Iberischen Halbinsel über einen wichtigen Brückenkopf.

Feldzüge während des Krieges; Pfeile charakterisieren die militärischen Vorstöße, rote Linie Habsburger, blaue Linien Bourbonen

Der englischen Flotte unter Admiral George Rooke gelang zudem am 4. August mit einer Landungstruppe unter Georg von Hessen-Darmstadt die Einnahme von Gibraltar. Diese konnte auch gegen eine spanische Gegenoffensive verteidigt werden. Auch die herbeieilende französische Flotte unter dem Befehl des Sohns von Ludwig XIV. mit Madame de Montespan, Admiral de Toulouse, wurde in der Schlacht von Vélez-Málaga am 24. August durch Admiral Rooke besiegt.

### 1705

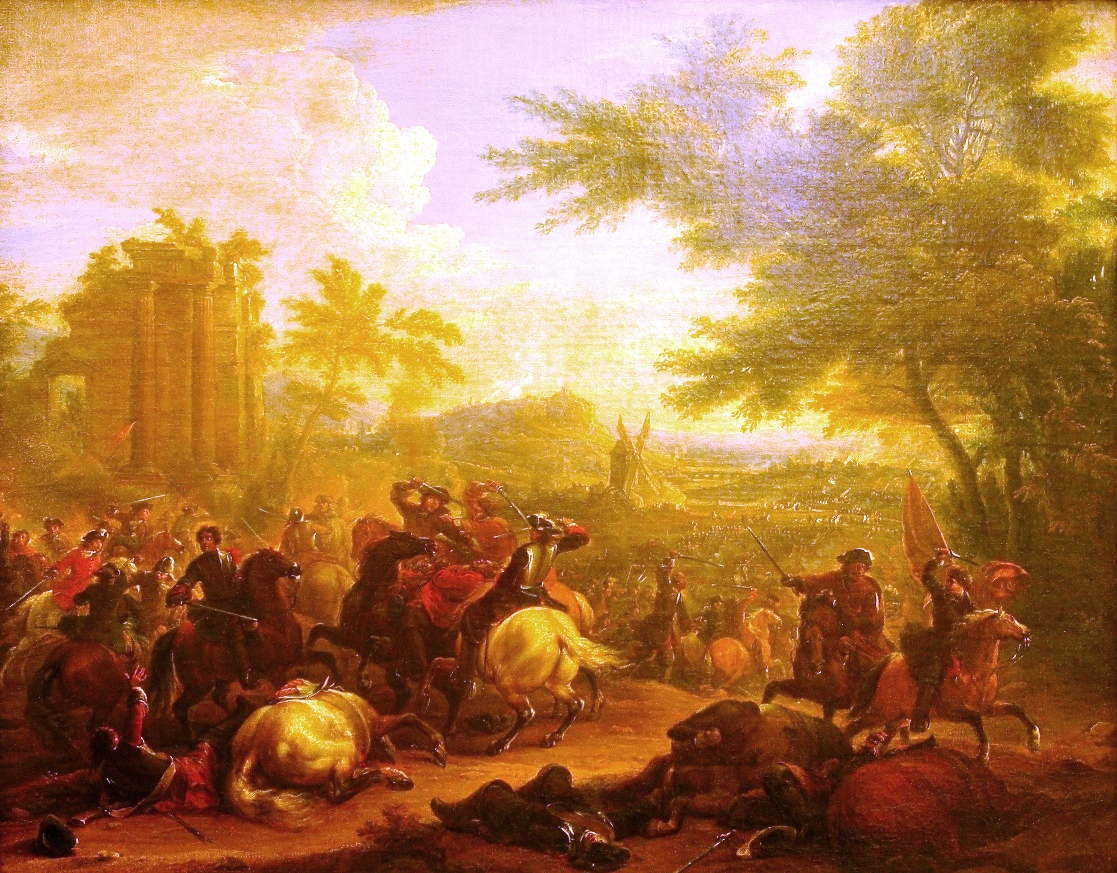
Jean Baptiste Martin: Die Schlacht bei Cassano (Heeresgeschichtliches Museum)

Spanische Niederlande/Generalstaaten – Ein französisch-bayrisches Heer unter dem Kurfürsten von Bayern und Marschall Villeroi rückte erfolgreich in den Niederlanden vor, während Marlborough versuchte, über Lothringen in Frankreich einzudringen. Unter dem Druck des französischen Heeres wurde er in die Generalstaaten zurückgerufen. Dort durchbrach er die französisch-bayrischen Linien bei Tirlemont, wurde jedoch an der Dyle aufgehalten.
Deutschland – Nach dem Tod des Kaisers Leopold I. am 5. Mai 1705 setzte sein Sohn Joseph I. den Kampf energisch fort. Er erwirkte die Achtserklärung gegen die beiden wittelsbachischen Kurfürsten. Die Besetzung von Kurbayern wurde mit teilweise brutalen Maßnahmen durchgesetzt. Im Mittelpunkt der kaiserlichen Diplomatie stand in den Folgejahren die Eingliederung von Kurbayern in den Verbund der Habsburgischen Erblande, was zu einem Aufstand der bayerischen Bevölkerung führte, der in der Sendlinger Mordweihnacht blutig niedergeschlagen wurde. Am Rhein standen sich die gegnerischen Heere zunächst untätig gegenüber. Erst im Spätsommer manövrierten die Heere wieder auf beiden Ufern des Rheins. Bis zum Ende des Jahres besetzte Ludwig von Baden die Moderlinie und eroberte Hagenau und Drusenheim.
Italien – Noch immer wurden die Truppen Viktor Amadeus’ von Savoyen und Guido von Starhembergs in Turin belagert. Prinz Eugen von Savoyen übernahm den Befehl über das Korps des Generals von Leiningen, welches er verstärkt hatte, und drang erneut in Italien ein, um Turin zu entsetzen. Am 16. August wurde er jedoch in der Schlacht bei Cassano von Marschall Vendôme zurückgeschlagen.
Der Prinz behauptete sich um Brescia und kehrte zum Jahresende nach Wien zurück. Den Befehl übernahm General von Reventlow.
Ungarn – In Ungarn übernahm Graf Ludwig von Herbeville das Kommando über die österreichischen Truppen, doch weder in der Schlacht bei Waag am 11. August, noch in der Schlacht bei Sibo am 11. November konnte er sich gegen die Ungarn durchsetzen. Nur in Siebenbürgen gelang eine Stabilisierung der österreichischen Regierungsgewalt.
Iberische Halbinsel – In Spanien machten die Verbündeten weitere Fortschritte. Sie belagerten zu Lande und zu Wasser Barcelona, welches am 7. Oktober kapitulierte. Damit fiel sogleich die ganze Provinz Katalonien an die Habsburger.
In Portugal stritten die kommandierenden Generale über die Kriegführung. Sie eroberten zwar Valencia de Alcántara und Alburquerque, aber nach einer Niederlage in der Schlacht bei Talavera mussten sie die Belagerung von Badajoz aufgeben.

### 1706

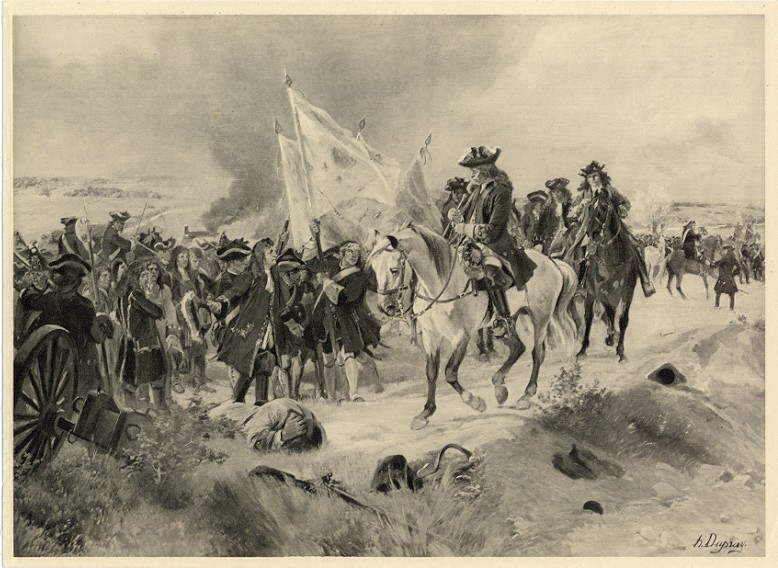
Der Duke of Marlborough in der Schlacht von Ramillies, Stich von 1890

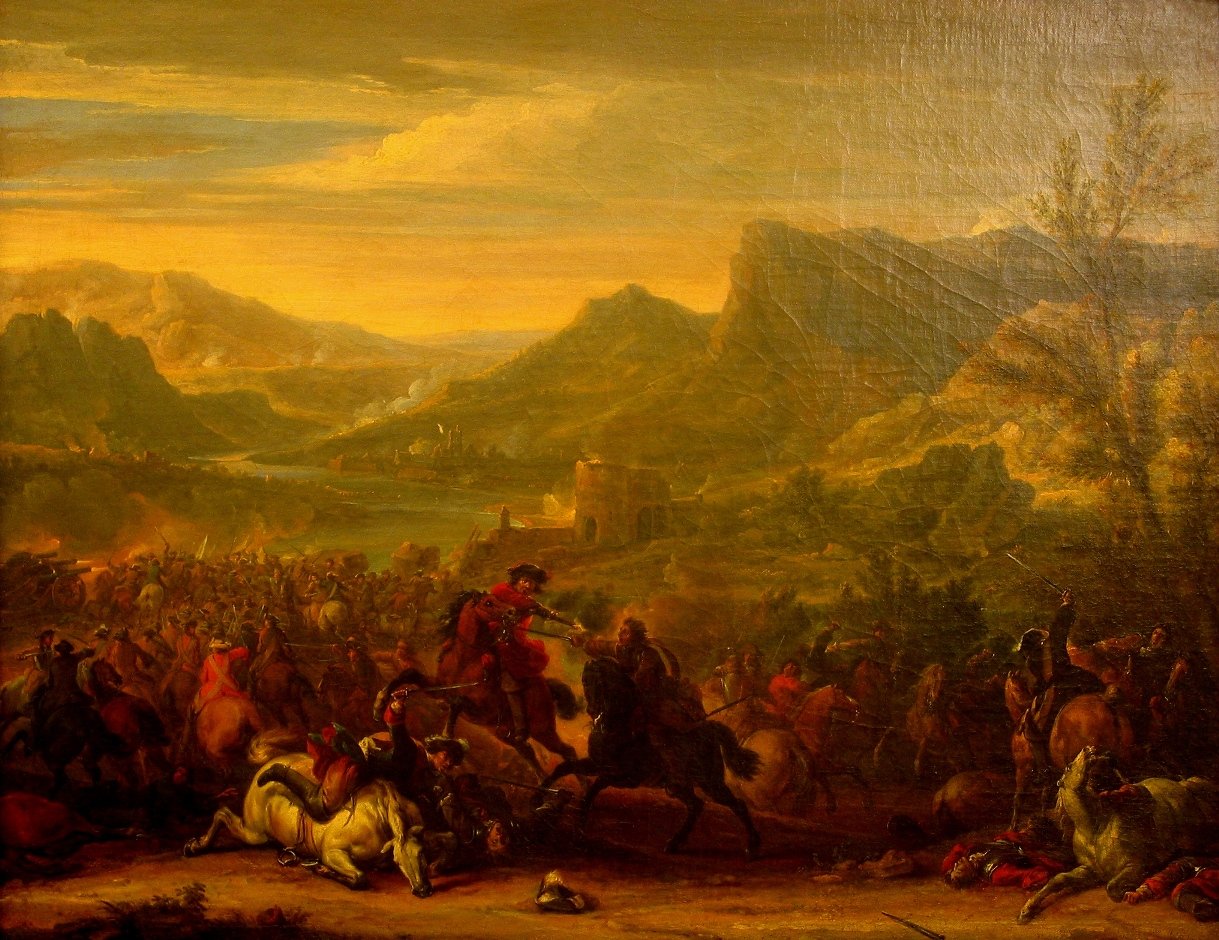
Jean Baptiste Martin: Die Schlacht bei Calcinato im Heeresgeschichtlichen Museum

Spanische Niederlande/Generalstaaten – Im Frühjahr entschlossen sich beide Kriegsparteien zur Offensive. Dabei gelang es dem Duke of Marlborough im Mai, den Kurfürsten von Bayern und Marschall Villeroi zum Vormarsch zu veranlassen, bevor diese durch Truppen vom Rhein verstärkt wurden. Am 23. Mai 1706 erkämpfte er in der Schlacht bei Ramillies einen entscheidenden Sieg. Unter Ausnutzung dieses Erfolges besetzte oder eroberte er Löwen, Mechelen, Brüssel, Menin, Ostende und Brügge und ließ in den Spanischen Niederlanden Karl III. als König ausrufen.
Deutschland – Am Rhein musste Ludwig von Baden hinter den Rhein zurückweichen. Alle Eroberungen des Vorjahres fielen wieder an Marschall Villars. Erst als Villars 12.000 Mann nach den Niederlanden schicken musste, trat ein Stillstand in den Operationen ein. Ludwig von Baden erkrankte schwer und starb im Januar 1707. Er gab das Oberkommando an General Hans Karl I. von Thüngen ab. Dieser ergriff wiederum die Initiative, ging über den Rhein und drängte die französischen Truppen hinter die Lauter zurück.
Italien – Im Frühjahr wurde die österreichische Armee am 19. April in der Schlacht bei Calcinato von Marschall Vendôme geschlagen und musste bis in den Raum Trient zurückweichen, während General Feuillade Turin belagerte. Prinz Eugen von Savoyen sammelte ein neues Heer und fiel zum dritten Mal in diesem Krieg in Italien ein. Er marschierte schnell bis Turin und besiegte dort am 7. September das französische Heer in der Schlacht von Turin. Nach dieser schweren Niederlage verpflichtete sich Ludwig XIV. in der Generalkapitulation vom 13. März 1707, Italien aufzugeben.
Ungarn – Hier kehrte zunächst Ruhe ein, da sich die Kriegsgegner in Verhandlungen befanden. Des Weiteren übernahm zum Ende des Jahres hin Generalfeldzeugmeister Guido von Starhemberg den Oberbefehl.
Iberische Halbinsel – Die spanischen Truppen versuchten, Valencia und Katalonien wieder zu gewinnen, doch alle Versuche wurden von dem englischen Feldherren Charles Mordaunt, abgewiesen, indem er die Spanier in der Schlacht bei Fuentes besiegte. Nachdem er sich auf diese Weise Freiraum verschafft hatte, bewirkte er zusammen mit der englischen Flotte unter Admiral John Leake den Abbruch der Belagerung Barcelonas durch die französischen Truppen. Das englisch-portugiesische Heer drang bis Madrid vor, doch nachdem die Portugiesen abgezogen waren, mussten auch die Engländer unter dem Earl of Galway, den Rückzug antreten.
Diplomatie – Nach dem Vorstoß des schwedischen Königs in das Kurfürstentum Sachsen bestand von Seiten der Verbündeten die berechtigte Sorge, dass der parallel stattfindende Große Nordische Krieg sich mit den Kämpfen in Mitteleuropa vereinigen könnte. Beide kriegführenden Seiten waren bemüht, den König von Schweden als Verbündeten zu gewinnen. Zu diesem Zweck war der Kaiser sogar zu Zugeständnissen an die evangelischen Christen in den schlesischen Erblanden bereit. So erteilte er die Erlaubnis zum Bau der sogenannten Gnadenkirchen. Karl XII. hatte jedoch kein Interesse, sich in die Auseinandersetzungen einzumischen, und zog erneut gegen Russland.

### 1707

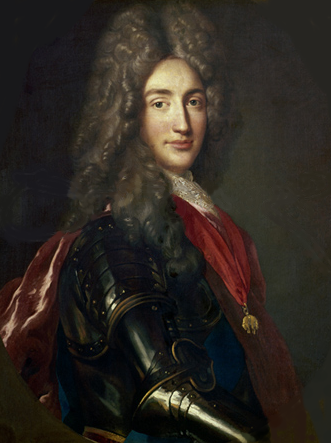
James Fitzjames, Sohn James Stuarts

Spanische Niederlande/Generalstaaten – Auf diesem Kriegsschauplatz übernahm Marschall Vendôme den Oberbefehl über die französischen Truppen. Er wich einer Schlacht gegen den Duke of Marlborough aus, so dass es lediglich zu Manövern kam. Der Feldzug endete für beide Seiten ohne Geländegewinn.
Deutschland – Marschall Villars ergriff die Initiative und überquerte am 23. Mai überraschend den Rhein bei Neuburg im Rücken der alliierten Stellungen. Das Reichsheer unter Markgraf Christian Ernst von Brandenburg-Bayreuth gab daraufhin weitgehend kampflos die Bühl-Stollhofener Linie auf und zog sich unnötig weit bis Aalen und Ellwangen zurück. Damit wurden Baden sowie große Teile von Württemberg preisgegeben; Schorndorf wurde am 15. Juni übergeben, die Franzosen rückten Ende Juni bis Schwäbisch Gmünd vor. Villars Kavallerie nutzte dies so weit wie möglich zu Plünderungen und Kontributionserhebungen bis vor Ulm und nach Franken: Die Beute in Franken und Schwaben wurde auf 9 Millionen Gulden geschätzt, der angerichtete Schaden war weit höher. Christian Ernst ging im Juli wieder gegen Villars vor und überschritt Mitte des Monats mit Verstärkungen bei Philippsburg und bei Rheinhausen den Rhein. Im September übernahm Kurfürst Georg Ludwig von Hannover den Befehl über das Reichsheer und drängte Villars vollständig hinter den Rhein zurück.
Italien – Die Verbündeten stießen im Frühjahr mit 35.000 Mann nach Frankreich vor. Den Oberbefehl über das Heer führte der Herzog von Savoyen, doch auch Prinz Eugen von Savoyen war zugegen. Sie belagerten Toulon, doch nach einigen Anfangserfolgen führten Schwierigkeiten mit dem Nachschub zum Abbruch der Belagerung. Das Heer zog sich nach Piemont zurück. Einem 11.000 Mann starken kaiserlichen Korps unter Feldmarschall Graf Daun gelang hingegen die Eroberung des von den Bourbonen beherrschten Königreiches Neapel.
Ungarn – In Ungarn flammten die Kämpfe wieder auf, wobei es Generalfeldzeugmeister Starhemberg gelang, sich zu behaupten.
Iberische Halbinsel – Das energische Auftreten der Königin von Spanien, die nach einhelliger Meinung den König völlig beherrschte – obwohl Ludwig XIV. quasi durch Briefe an seinen Enkel Spanien regierte – und ihrer ersten Hofdame, der Madame des Ursins (geborene Marie-Anne de La Trémoille, Tochter des Herzogs von Noirmoutier), die ihrerseits die Königin beeinflusste, verhinderte den völligen Zusammenbruch der bourbonischen Macht. Madame des Ursins war zudem als Vertraute der Madame de Maintenon indirekt an der Reorganisation der spanischen Zentralmacht beteiligt. Nach dem Sieg des Marschalls Berwick über das englisch-portugiesische Heer bei Almanza am 25. April 1707 fielen auch die südlichen Provinzen in die Hände Philipps, nachdem dieser schon vorher Madrid zurückerobern konnte.
Diplomatie – Aufgrund der zunehmenden wirtschaftlichen Erschöpfung Frankreichs bot Ludwig XIV. den Seemächten erstmals den Verzicht auf Spanien an und beschränkte seine Forderungen auf die italienischen Lande für seinen Enkel. Die Seemächte waren sich mit dem Kaiser darüber einig, dass man nicht bloß auf dem Erwerb der gesamten spanischen Monarchie für das Haus Österreich bestehen, sondern auch die Lage nutzen müsse, um Frankreichs Vorherrschaft dauerhaft zu brechen.

### 1708
Spanische Niederlande/Generalstaaten – In diesem Jahr beabsichtigten die Verbündeten, ihre Anstrengungen auf die Wiedergewinnung der Spanischen Niederlande zu konzentrieren. Zu diesem Zweck sollte Prinz Eugen von Savoyen mit der „Moselarmee“ zu den Truppen des Duke of Marlborough stoßen. Doch bevor diese Armee zur Stelle war, gingen die Franzosen in die Offensive. Um ihr Vordringen aufzuhalten, stellte sich ihnen der Duke of Marlborough in der Schlacht bei Oudenaarde am 11. Juli entgegen. Obwohl die Franzosen geschlagen wurden, verhinderte das Eintreffen französischer Verstärkungen am folgenden Tag die Ausnutzung dieses Sieges durch die Verbündeten. Prinz Eugen von Savoyen begann mit der Belagerung von Lille während der Duke of Marlborough diese Operation deckte. Am 22. Oktober 1708 wurde die Festung Lille eingenommen. Mehrmalige Versuche der Marschälle Vendôme und Berwick, die Verbündeten getrennt zu schlagen, gelangen nicht. Schließlich gingen die französischen Truppen hinter den Grenzfestungen in die Winterquartiere.
Deutschland – Am Rhein kommandierte weiterhin Kurfürst Georg von Hannover das Reichsheer. Er hatte jedoch Anweisungen, defensiv zu bleiben, und verfügte ohnehin nicht über die nötigen Truppen für einen Vorstoß. Auf der Gegenseite hatte Kurfürst Max Emanuel von Bayern den Marschall Villars abgelöst, doch auch er blieb zurückhaltend, so dass es zu keinen größeren Gefechten kam.
Italien – Papst Clemens XI. erklärte sich überraschend für die bourbonische Seite und gegen den Kaiser. Er änderte seine Position jedoch schnell, als kaiserliche Truppen von Neapel und Piemont aus im Comacchiokrieg in den Kirchenstaat einrückten.
Ungarn – Dem kaiserlichen General Sigbert Heister gelang am 4. August in der Schlacht bei Trentschin ein Sieg über die Kuruzen, doch auch dieser Erfolg konnte den Aufstand nicht beenden.
Iberische Halbinsel – Nach der Niederlage der Franzosen in Italien konnte eine große Anzahl kaiserlicher Truppen von dort aus nach Spanien verlegt werden. 16.000 Mann unter Generalfeldzeugmeister von Starhemberg verstärkten die Armee Erzherzogs Karl erheblich, trotzdem kam es nicht zu größeren Gefechten. Auch war Marschall Berwick mit einigen Truppen abberufen worden, um die Verluste in den Niederlanden auszugleichen.
Zur See schlug die verbündete Flotte die Franzosen vor Menorca und eroberte die Hauptfestung Mahon, die über eine der größten natürlichen Hafenanlagen im Mittelmeer verfügt. Außerdem wurde Cagliari, die Hauptstadt Sardiniens, eingenommen.
Diplomatie – Nachdem ein blitzartiger Vorstoß eine kleine Abteilung holländischer Reiter bis vor die Tore von Versailles geführt hatten, war Ludwig XIV. bereit, auf Grundlage des völligen Verzichts auf Spanien über einen Frieden zu verhandeln. Auch als die Verbündeten die Rückgabe des Elsass mit Straßburg, der Freigrafschaft und der drei lothringischen Bistümer forderten, war der französische Gesandte im Haag, Torcy, noch zu Unterhandlungen bereit. Erst die Zumutung, seinen Enkel wenn nötig selbst durch französische Truppen aus Spanien vertreiben zu helfen, wenn dieser die Bedingungen ablehnte, wies Ludwig mit Entschiedenheit zurück.

### 1709

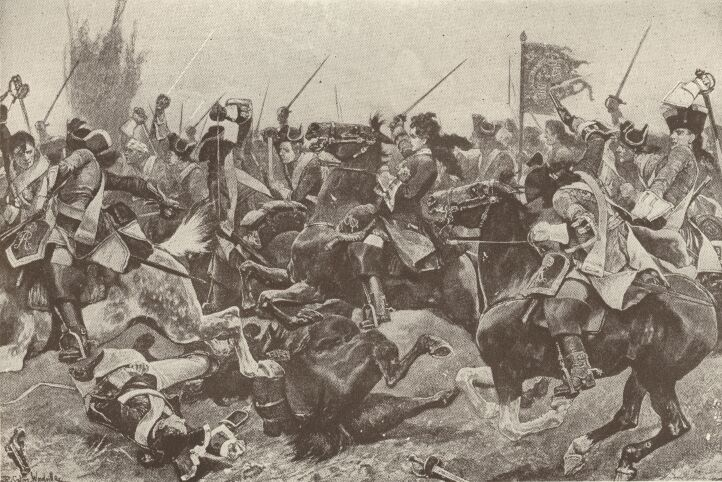
Schlacht bei Malplaquet 1709, Holzschnitt von R. Canton Woodville

Spanische Niederlande/Generalstaaten – Der Feldzug dieses Jahres begann sehr spät, nachdem die Friedensverhandlungen gescheitert waren. Beide Seiten verstärkten ihre Kräfte. Am 11. September trafen sich die Heere in der Schlacht bei Malplaquet. Die Verluste waren auf beiden Seiten erheblich, ohne dass eine der Parteien einen wesentlichen Vorteil erringen konnte.
Deutschland – Die Verbündeten setzten mit zwei Heeren über den Rhein. Während die Reichsarmee zunächst erfolgreich operierte, wurde das kaiserliche Korps am 21. August im Gefecht bei Rumersheim zum Rückzug gezwungen. Daraufhin musste sich auch die Reichsarmee zurückziehen.
Italien – Feldmarschall Daun drang mit einem kaiserlich-savoyischen Heer über die Alpen vor und fiel in die Dauphiné ein. Er siegte im Gefecht bei Conflans am 28. Juli gegen Marschall Berwick, aber anschließend fand er keine Möglichkeit mehr, gegen dessen gute Stellungen vorzugehen. Deshalb zog er sich im Herbst nach Piemont zurück.
Ungarn – General Heister eroberte ganz Nieder-Ungarn, ohne dass es zu einer größeren Schlacht kam.
Iberische Halbinsel – In Spanien kam es zu Manövern, aber nicht zu größeren Gefechten. Keine Kriegspartei konnte Vorteile für sich gewinnen. Die Franzosen hatten ihre Truppen jedoch zum größten Teil abgezogen, da diese an den anderen Fronten benötigt wurden, während die britischen Truppen in diesem Jahr verstärkt wurden.

### 1710
Spanische Niederlande/Generalstaaten – Ende April brachen der Duke of Marlborough und Prinz Eugen von Savoyen von Tournay auf, um die französischen Linien Marschall Villars’ zu durchbrechen. Der Marschall wich einer Schlacht aus, da es aufgrund der fehlenden Reserven wichtiger erschien, die Armee zu erhalten. So eroberten die Verbündeten im Juni Douai und Béthune, im September Saint-Venant und im November Aire. Damit wurde der Festungsgürtel, der das Innere Frankreichs sicherte, Stück für Stück durchbrochen.
Deutschland – Am Rhein war ein fast völliger Stillstand der Operationen eingetreten. Die beiden schwachen Heere standen sich tatenlos gegenüber.
Italien – Feldmarschall Daun versuchte mit 50.000 Mann einen erneuten Einfall in die Dauphiné. Doch Marschall Berwick verteidigte mit seinen schwachen Truppen die Ausgänge der Gebirgspässe so hartnäckig, dass sich die Kaiserlichen bald zurückziehen mussten.
Ungarn – Die Ungarn hatten auch darauf gesetzt, dass der Krieg gegen Frankreich den Kaiser dazu veranlassen musste, bald in Verhandlungen mit ihnen einzutreten. Die Misserfolge Frankreichs führten deshalb auch zu einer geringeren Unterstützung Rákóczis. Er verlor deshalb zuerst Neuhäusel und danach fast das ganze Land an das kaiserliche Heer unter General Heister.
Iberische Halbinsel – In Spanien waren die Truppen des Generalfeldzeugmeister Starhemberg auf 24.000 Mann verstärkt worden. Hinzu kamen noch die britischen Truppen unter Lord Stanhope. Es gelang, die spanischen Truppen unter dem Marques de Villadarias am 27. Juli bei Almenara und noch einmal am 20. August bei Saragossa zu schlagen. So konnte Karl von Österreich am 28. September in Madrid einziehen.

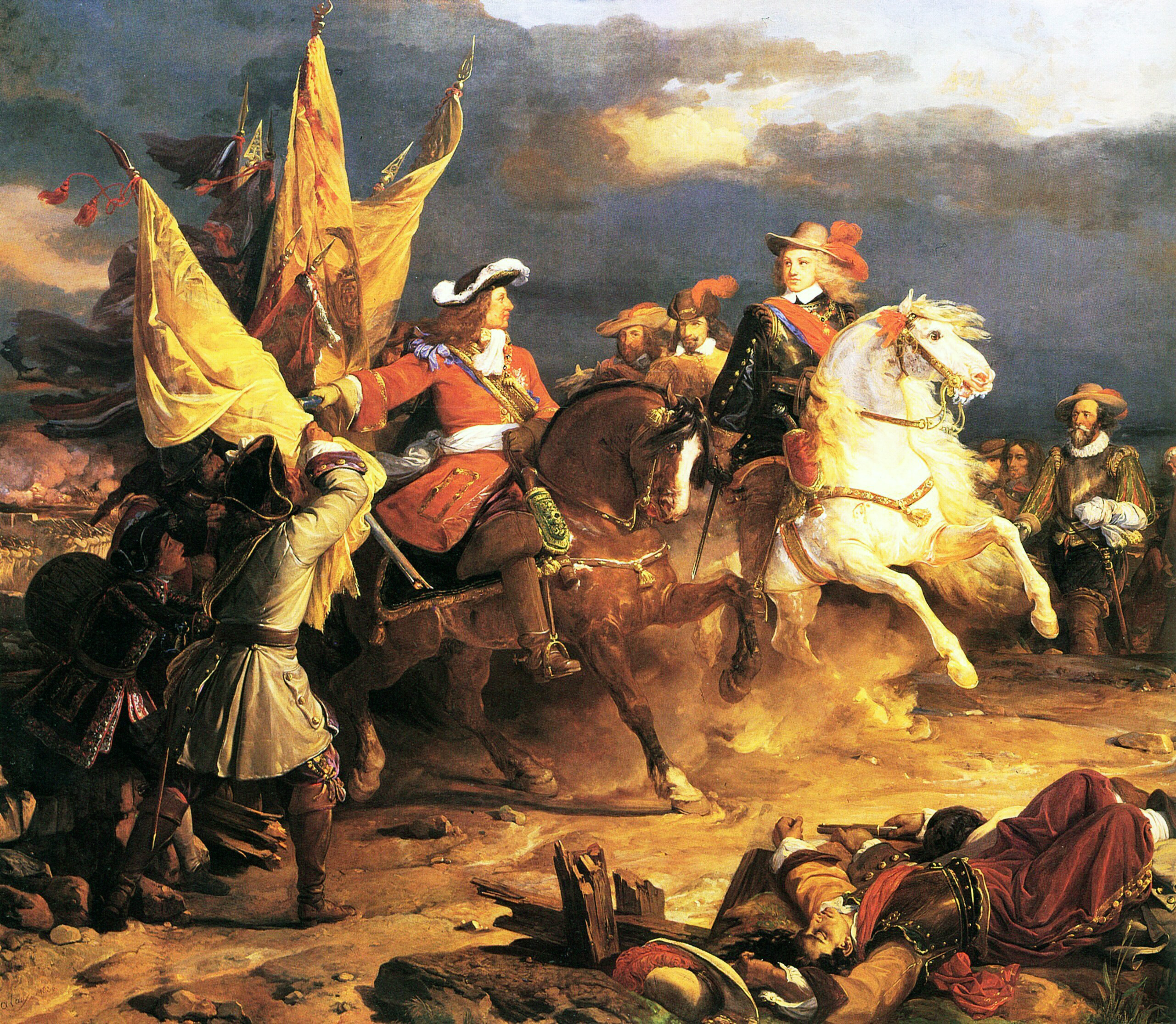
Philipp V. und Marschall Vendôme nach der Schlacht bei Villaviciosa 1710

Eine französische Hilfsarmee rückte unter Marschall Vendôme heran, während sich das portugiesische Heer zurückzog. Daraufhin mussten die Verbündeten Madrid am 11. November wieder räumen. Auf dem Rückzug nach Katalonien wurden sie durch die Truppen Marschall Vendômes hart bedrängt. Am 9. Dezember ergab sich die britische Nachhut unter Lord Stanhope und am 10. Dezember kam es zur unentschiedenen Schlacht bei Villaviciosa. Die Kaiserlichen hielten dem französischen Angriff stand, zogen sich jedoch am nächsten Tag weiter zurück.
Diplomatie – Zwei wichtige diplomatische Ereignisse kennzeichneten das Jahr 1710. Zum einen wurden die Friedensverhandlungen im Kongress von Gertruydenburg wieder aufgenommen, waren jedoch zunächst nicht erfolgreich. Wichtiger war jedoch, dass in Großbritannien die Whigregierung durch die Torys verdrängt wurden, die einen Frieden möglichst rasch herzustellen trachteten.

### 1711
Spanische Niederlande/Generalstaaten – Die Verbündeten eröffneten ihre Operationen im Juni. Prinz Eugen von Savoyen marschierte mit einigen Truppen in der Rheinpfalz ein, von wo aus er Frankfurt am Main deckte, wo der reichsdeutsche Wahlkonvent tagte, um Karl von Österreich zum neuen deutschen König zu wählen.
Unterdessen drängte der Duke of Marlborough Marschall Villars von Cambrai ab und eroberte Bouchain.
Deutschland – Die Franzosen konzentrierten 50.000 Mann am Rhein unter Marschall Harcourt. Dieser überquerte zwar den Rhein, wich einer Schlacht gegen den Prinzen Eugen von Savoyen jedoch aus und zog sich schließlich wieder hinter den Rhein zurück.
Italien – Die Verbündeten fielen zum dritten Mal in der Dauphiné ein. Sie konnten Marschall Berwick bis Barraux zurückdrängen, obwohl dieser hinhaltenden Widerstand leistete. Als schließlich Verstärkungen von der französischen Rheinarmee bei ihm eintrafen, befahl der Herzog von Savoyen den Rückzug des verbündeten Heeres.
Ungarn – In Ungarn kam es am 1. Mai 1711 zum Frieden von Sathmar, der den Krieg auf diesem Schauplatz beendete. Faktisch unterwarfen sich die Ungarn wieder dem Kaiser.
Iberische Halbinsel – In Spanien versuchte Marschall Vendôme, Katalonien zurückzuerobern, wurde jedoch von Generalfeldzeugmeister Starhemberg wiederholt zurückgedrängt. Zu größeren Gefechten kam es nicht.
Nordamerika – Reguläre britische Truppen und Milizionäre aus den Neuenglandkolonien versuchten während der Québec-Expedition, die Stadt Québec in Neufrankreich zu erobern. Nach der Überfahrt über den Atlantik und einem mehrwöchigen Zwischenhalt in Boston, um dort Vorräte zu requirieren, transportierten mehrere Dutzend Schiffe über 13.500 Mann in die Region des Sankt-Lorenz-Stroms. Mangelhafte Kenntnisse der Gewässer und dichter Nebel führten am 22. August zu einer Katastrophe, als acht Schiffe kenterten. Dabei starben 890 Soldaten und Seeleute. Die Expedition wurde daraufhin ergebnislos abgebrochen.
Diplomatie – In Großbritannien war die neue Toryregierung darauf aus, einen Frieden möglichst rasch herzustellen. Auch wurde die mächtige Favoritin und Hofdame der Königin, Sarah Churchill, gestürzt. Ihr Ehemann, der Herzog, verlor damit seine wichtigste Stütze am britischen Hof. Doch das wichtigste Ereignis fand am 17. April 1711 statt: Völlig überraschend verstarb Kaiser Joseph I., ohne einen männlichen Erben zu hinterlassen. Da nun dessen Bruder, der Prätendent für Spanien, als Karl VI. Kaiser wurde, fürchteten die Seemächte erneut, das österreichische Haus Habsburg könne durch die Vereinigung mit Spanien zu mächtig werden. Deshalb begannen die Briten mit Ludwig XIV. Geheimverhandlungen. Am 8. Oktober wurden die Präliminarien zu London unterzeichnet und trotz aller Gegenbemühungen des Kaisers am 29. Januar 1712 die Verhandlungen eröffnet, die zum Frieden von Utrecht führten.

### 1712

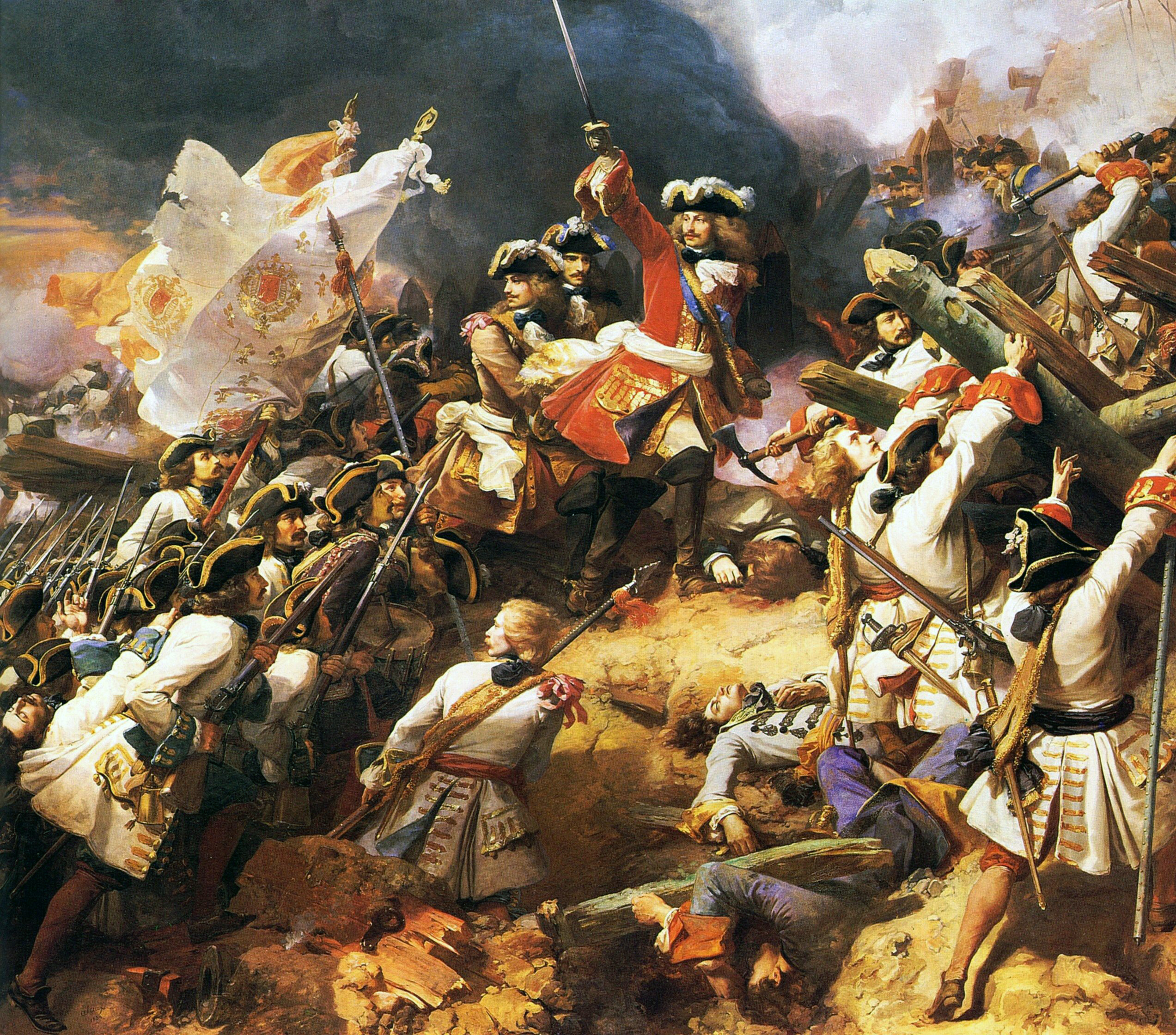
Villars beim entscheidenden Sieg von Denain 1712

Spanische Niederlande/Generalstaaten – Der Duke of Marlborough wurde durch den Duke of Ormonde ersetzt. Dieser hatte während der laufenden Verhandlungen lediglich den Auftrag zu beobachten. Dadurch konnte Prinz Eugen von Savoyen nur über einen Teil des verbündeten Heeres verfügen. Als Frankreich und Großbritannien Waffenstillstand schlossen, konnte er jedoch wenigstens erreichen, dass die Soldtruppen in kaiserliche Dienste übertraten. Er eroberte zunächst Le Quesnoy und ging danach an die Belagerung Landrecies. Ansonsten war er für weitere Offensivoperationen zu schwach, weil er mit den wenigen Truppen zusätzlich auch die bereits eroberten Gebiete verteidigen musste. Am 24. Juli gelang dem Marschall Villars in der Schlacht bei Denain ein großer Sieg über eine Armee der Verbündeten unter Prinz Eugen. Nach dieser schweren Niederlage weigerten sich die Holländer, einer Feldschlacht zuzustimmen, und es gelang Villars, die Festungen Marchiennes, Douai, Le Quesnoy und Bouchain zurückzuerobern.
Deutschland – Am Rhein sammelte sich die deutsche Reichsarmee und ging unter dem Herzog von Württemberg über den Rhein, um am 16. August das französische Lager an der Lauter zu überfallen. Der Überfall misslang, und die Reichsarmee zog sich wieder über den Rhein zurück.
Italien – In Italien blieben beide Kriegsparteien in der Defensive, da der Kaiser seine Truppen abzog und der Herzog von Savoyen sich ebenfalls in Verhandlungen mit Frankreich befand.
Iberische Halbinsel – Auch in Spanien änderte sich die Lage nicht. Im Sommer starb Marschall Vendôme und wurde durch General Albert Octave t’Serclaes de Tilly ersetzt. Im November schloss Portugal einen Waffenstillstand mit Spanien und Frankreich.

### 1713
Durch die Friedensschlüsse im Frieden von Utrecht gab es in diesem Jahr nur noch einen Kriegsschauplatz am Rhein. Dort übernahm Prinz Eugen von Savoyen den Befehl über die kaiserlichen Truppen und die Reichsarmee, sollte sich jedoch defensiv verhalten. Der Marschall Villars nahm am 20. August Landau, durchzog die Pfalz und Baden und eroberte am 16. November Freiburg im Breisgau. Er rückte jedoch nicht weiter vor, da bereits am 26. November zu Rastatt Friedensunterhandlungen eröffnet wurden.

### 1714

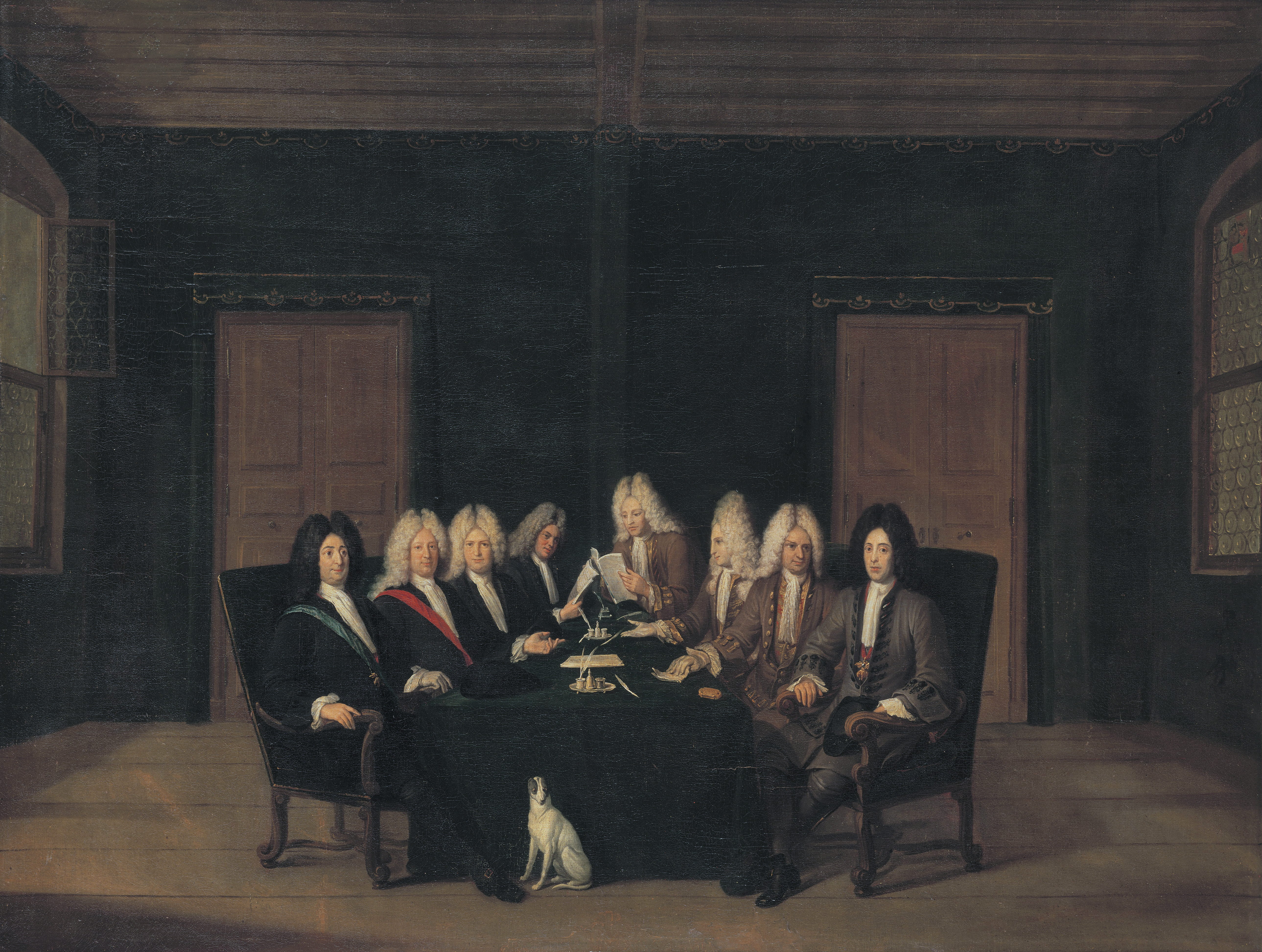
Johann Rudolf Huber: Die Unterzeichnung des Friedens von Baden, 1714

Am 7. März 1714 wurde der Friede zwischen Frankreich und dem Kaiser zu Rastatt abgeschlossen. In Spanien dauerten die Kämpfe zur Durchsetzung der neuen bourbonischen Zentralmacht in verschiedenen Landesteilen noch an. So wurde Barcelona in Katalonien erst am 11. September 1714 eingenommen. Der 11. September ist noch heute Nationalfeiertag in Katalonien.
Um auch das Deutsche Reich in den Frieden aufzunehmen, fand ein Kongress in Baden im Aargau statt, wo der Rastatter Friede in die Rechtssprache Latein übersetzt und mit Ergänzungen versehen als Friede von Baden am 7. September 1714 angenommen wurde.

## Auswirkungen

Europa im Jahr 1713 nach den Friedensverträgen von Rastatt und Utrecht mit den wesentlichen territorialen Änderungen:

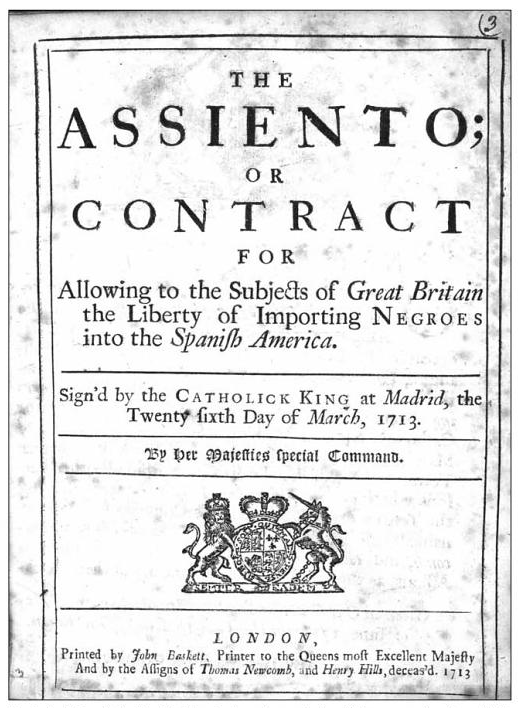
Titelblatt der englischen Fassung des Asiento, der 1713 von Großbritannien und Spanien als Teil des Vertrags von Utrecht unterzeichnet wurde, der den Spanischen Erbfolgekrieg beendete. Der Vertrag gewährte Großbritannien das Monopol, Sklaven in Spanisch-Indien zu verkaufen.

Die Großmachtstellung Frankreichs in Europa blieb im Rahmen der sich nun immer mehr abzeichnenden Mächtebalance erhalten, es behielt eine politisch und besonders militärisch sehr starke Position. Gleichzeitig begannen erste Versuche in Richtung einer Aussöhnung mit den Habsburgern, die noch von Ludwig XIV. angedacht wurden. Für Frankreich war eines der wichtigsten außenpolitischen Ziele erreicht, die endgültige Zerschlagung der habsburgischen Einkreisung, die seit dem 16. Jahrhundert auf der französischen Tagesordnung gestanden hatte.
Die nach dem Spanischen Erbfolgekrieg stark belasteten Staatsfinanzen Frankreichs sollten trotz vieler Anstrengungen langfristig nicht wieder völlig in Ordnung kommen. Auch durch die Ernennung des schottischen Nationalökonomen John Law zum Generalkontrolleur der Finanzen waren nur zeitweilige Erholungen zu verzeichnen. Dennoch blieb Frankreich aufgrund seiner merkantilistischen Politik, seiner hohen Bevölkerungszahl sowie des ständig wachsenden Ausbaus der Zuckerrohrplantagen auf Martinique und Haiti die größte und wohlhabendste Volkswirtschaft Europas. Bis in die 1730er-Jahre hinein setzte sogar eine regelrechte Wirtschaftsblüte ein.
Großbritannien war der große Gewinner der Auseinandersetzung. Zum einen gelang es Königin Anne, die Kronen von England und Schottland dauerhaft zu vereinen. Zum anderen wurde durch den Act of Settlement vermieden, dass sich die dynastische Nachfolge der kinderlosen Königin zu einem erneuten Konflikt auswachsen würde. Wirtschaftlich war es vor allem auf Kosten der Generalstaaten gelungen, die eigene Seemacht zu festigen. Die allmähliche Vorrangstellung im Welthandel konnte durch günstige Abschlüsse mit Spanien (Asiento de negros) und Portugal (Methuenvertrag) ausgebaut werden. Der Gewinn von Gibraltar (1704) kann in seiner strategischen Bedeutung für die nächsten Kriege nicht hoch genug eingeschätzt werden, ebenso wie der Gewinn von Menorca und einiger Gebiete in Nordamerika.
Das Erzhaus Österreich gewann die wirtschaftlich wertvollen Provinzen der ehemals spanischen, nun Österreichischen Niederlande sowie in Italien insbesondere das Königreich Neapel samt Sizilien und Mailand. Zudem konnte es auch Mantua unter seine Kontrolle bringen, ein Ziel, an dem es im Mantuanischen Erbfolgekrieg von 1628 bis 1631 noch gescheitert war. Pläne, das besetzte Bayern auf Dauer zu annektieren bzw. auf dem Tauschwege zu erhalten, scheiterten jedoch. Die Pläne eines Erwerbs von Kurbayern – militärisch im Bayerischen Erbfolgekrieg oder im Tauschwege – sollten bis zum Ende des Ancien Régime immer wieder mehr oder weniger intensiv verfolgt werden.
Spanien erhielt am Ende des Krieges zwar mit den Bourbonen eine Dynastie, die bis heute an der Spitze des Staates steht, verlor aber seine italienischen Gebiete um Neapel, Sizilien, Sardinien u. a., die Spanischen Niederlande, Menorca und Gibraltar. In Spanien selbst setzte Philipp V. gegen den Widerstand der Provinzen das Modell eines zentralistischen Staates nach französischem Vorbild durch, in dessen Folge die Selbstverwaltung einiger Landesteile, wie Kataloniens oder des Baskenlandes, endete. Die spanische Politik der Folgejahre, insbesondere betrieben von Kardinal Giulio Alberoni und der zweiten Frau des Königs, Elisabeth Farnese, die sofort nach der Eheschließung die scheinbar allmächtige Madame des Ursins vom Hof entfernen ließ, war damit auf die Rückgewinnung der Gebiete in Italien für die spanische Monarchie fixiert. Die sich daraus ergebenden Alberonihändel, die im Krieg der Quadrupelallianz 1718 bis 1720 kulminierten, blieben zunächst erfolglos. Erst im polnischen Thronfolgekrieg von 1733 bis 1738 konnte Spanien u. a. Neapel und Sizilien kurzfristig zurückgewinnen. Trotzdem waren die spanischen Staatsfinanzen erschöpft und noch eine weitere Staatspleite folgte.
Für das Heilige Römische Reich selbst ergaben sich nur geringfügige Änderungen. Die geächteten Kurfürsten von Köln und Bayern wurden wieder in ihre alten Rechte eingesetzt. Bis zuletzt hatte Max Emanuel noch versucht, den Traum einer Königskrone zu erreichen. Zu einem Punkt der Verhandlungen wurde ernsthaft daran gedacht, ihm im Tausch gegen Bayern die Krone des Königreichs Sardinien zu verleihen. Die Krone Sardiniens erhielt schließlich über einige Umwege das Haus Savoyen.
Preußen trat nahezu unverzüglich nach Friedensschluss, der ihm nur marginale Gewinne, aber durch die Eroberung der als unbezwingbar geltenden Festung Geldern umso mehr militärisches Prestige gebracht hatte, in den aktiven Krieg gegen Schweden im parallel stattfindenden Dritten Nordischen Krieg ein und sicherte sich den Besitz der Stadt Stettin. Schon kurz nach dem Krieg versuchte Frankreich erneut enge diplomatische Beziehungen zu König Friedrich Wilhelm I. zu knüpfen, um so als Ersatz für die absteigende Großmacht Schweden im Norden Europas ein Gegengewicht zum Haus Habsburg zu schaffen. Diese Bemühungen hatten nur geringen Erfolg, aber sie bereiteten bereits den Weg für das französisch-preußische Bündnis im Jahr 1741.

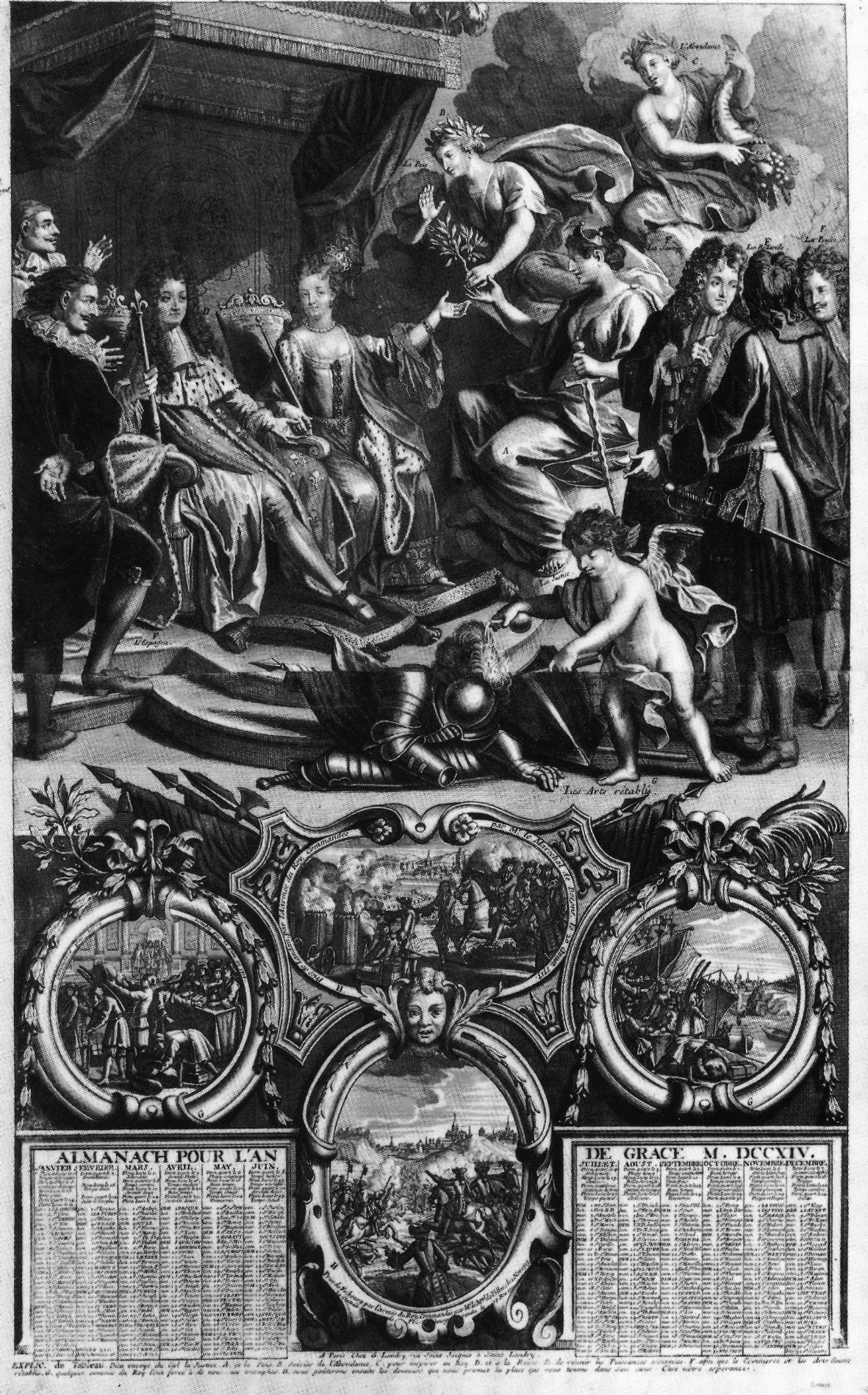
Ludwig XIV. und Anne Stuart bringen Europa den Frieden, Kupferstich, Frankreich 1713

Die Generalstaaten, deren seit Jahrzehnten immer wieder erhobene Forderungen nach einem dauerhaften Besatzungsrecht in den Barrièrefestungen zwar erfüllt wurden, gehörten dennoch zu den Verlierern des Konflikts: Der seit etwa 1680 einsetzende Bedeutungsverlust Amsterdams als führender Handelsmetropole Europas zugunsten Londons hatte sich beschleunigt, und die innere Schwäche insbesondere des Statthaltersystems wurde immer offenkundiger. Der tatsächliche Wert der Besatzungen, deren Unterhaltung das Staatswesen viel Geld kostete und um deren Rechte es endlosen Streit mit den österreichischen Habsburgern gab, sollte sich im Österreichischen Erbfolgekrieg zeigen, als die Franzosen die Festungen ohne jeden Widerstand ein aufs andere Mal einnahmen und größtenteils schleiften.
Das Haus Savoyen war einer der großen und auf Dauer auch erfolgreichsten Nutznießer der europäischen Umwälzungen. Es gelang dem Herzog nicht nur, die Rangerhöhung zum König von Sizilien, später von Sardinien, zu erreichen. Er schaffte es auch, die jahrzehntelange Bedrohung der staatlichen Existenz durch Frankreich abschließend zu beseitigen. Die Außenpolitik der nächsten Jahrzehnte war auf das eine Ziel gerichtet, endlich die Herrschaft über Mailand zu erlangen.
Keine der Mächte Großbritannien, Frankreich, Österreich und seit 1721 auch Russland sollte in den Folgejahren bis zur Revolution von 1789 eine Hegemonie über Europa erlangen. Bis zum spektakulären Renversement des alliances, der Umkehr der Bündnisse 1755/56, gehörte der Antagonismus zwischen Frankreich und Österreich zu den Grundkonstanten des europäischen Systems. Der sich abzeichnende Aufstieg Preußens ergänzte die Bündnisse, stellte sie jedoch nicht dauerhaft in Frage. Die bisherigen Großmächte der Generalstaaten und Schweden schieden unmittelbar aus dem Konzert der Mächte aus.
Der Spanische Erbfolgekrieg endete insgesamt mit einer Pattsituation ohne großen Sieger. Letztlich war er eine Auseinandersetzung in einer langen Abfolge von militärischen Konflikten, in denen sich allmählich das System eines europäischen Mächtegleichgewichts herausbildete. Diese Balance auszutarieren war stets oberstes Ziel der Politik Wilhelms III., und die Friedensschlüsse von Utrecht und Rastatt etablierten erstmals Ansätze eines dauerhaften Gleichgewichts der Kräfte.

## Der Spanische Erbfolgekrieg in der Literatur
Die historische „Jack Steel Series“ des britischen Autors Iain Gale spielt zur Zeit des Spanischen Erbfolgekriegs.
- Man of Honour. HarperCollins 2007; deutsche Übersetzung Steels Ehre. Jack Steel und die Schlacht von Höchstädt 1704. Bastei Lübbe 2012.
- Rules of War. HarperCollins 2008; deutsche Übersetzung Steels Duell. Bastei Lübbe 2013. Spanische Niederlande 1706: Schlacht von Ramillies u. a.
- Brothers in Arms. HarperCollins 2009; deutsche Übersetzung Steels Entscheidung. Bastei Lübbe 2014. Schlachtverlauf 1708, Schlacht bei Oudenaarde u. a.